# تاريخ الإنشاء

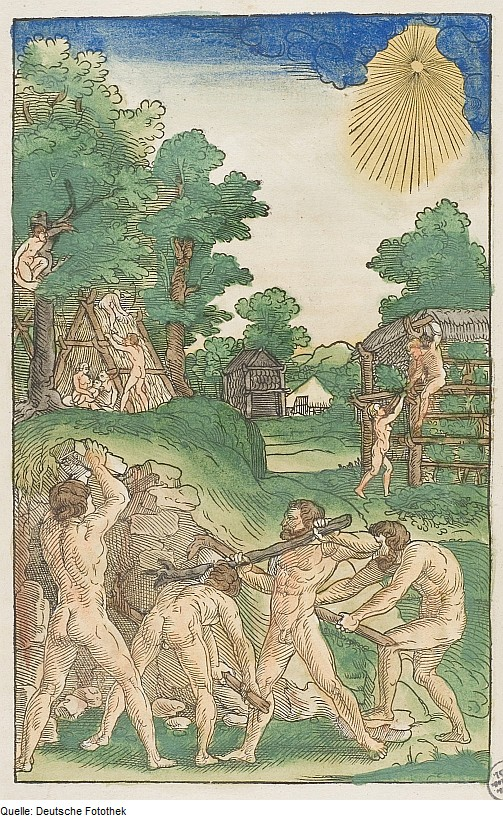

تاريخ الإنشاء أو تاريخ البناء (بالإنجليزية: History of construction)، حيث يحتضن تاريخ الإنشاء العديد من المجالات الأخرى مثل الهندسة الإنشائية والهندسة المدنية ونمو المدن والنمو السكاني الذين هم أقرباء لفروع علوم التكنولوجيا والتاريخ والهندسة المعمارية للتحقيق في الحفاظ على المباني وتسجيل إنجازاتهم. تسمح هذه الحقول باستخدامها لتحليل الإنشاءات الحديثة أو أحدث الإنشاءات وعصور ما قبل التاريخ، مثل الهياكل ومواد البناء والأدوات المستخدمة.
يتطور تاريخ البناء من خلال اتجاهات مختلفة مع مرور الوقت، تتميز بقليل من المبادئ الأساسية: متانة المواد المستخدمة، وزيادة الطول والامتداد، ودرجة التحكم التي تمارس على البيئة الداخلية، وأخيراً الطاقة المتاحة لعملية البناء.
شيدت الشعوب المباني والمنشآت الأخرى منذ عصور ما قبل التاريخ، بما في ذلك الجسور والمدرجات والسدود وأعمدة الكهرباء والطرق والقنوات. إن مواد بناء المستخدمة حالياً لها تاريخ طويل وبعض الهياكل التي بنيت منذ آلاف السنين لا تزال من الممكن اعتبارها بارزة. تاريخ البناء يتداخل مع علم الهندسة الإنشائية. ولكي نفهم لماذا تم تشييد المباني بالطريقة التي نراها الآن، فعلينا أن نعتمد على علم الآثار لنسجل شكل الأجزاء التي بقيت على قيد الحياة والأدوات المستخدمة، وغيرها من فروع التاريخ والهندسة المعمارية لمعرفة كيف عاش البنائين وسجلت إنجازاتهم.

## التسلسل الزمني

### البناء في العصر الحجري الحديث

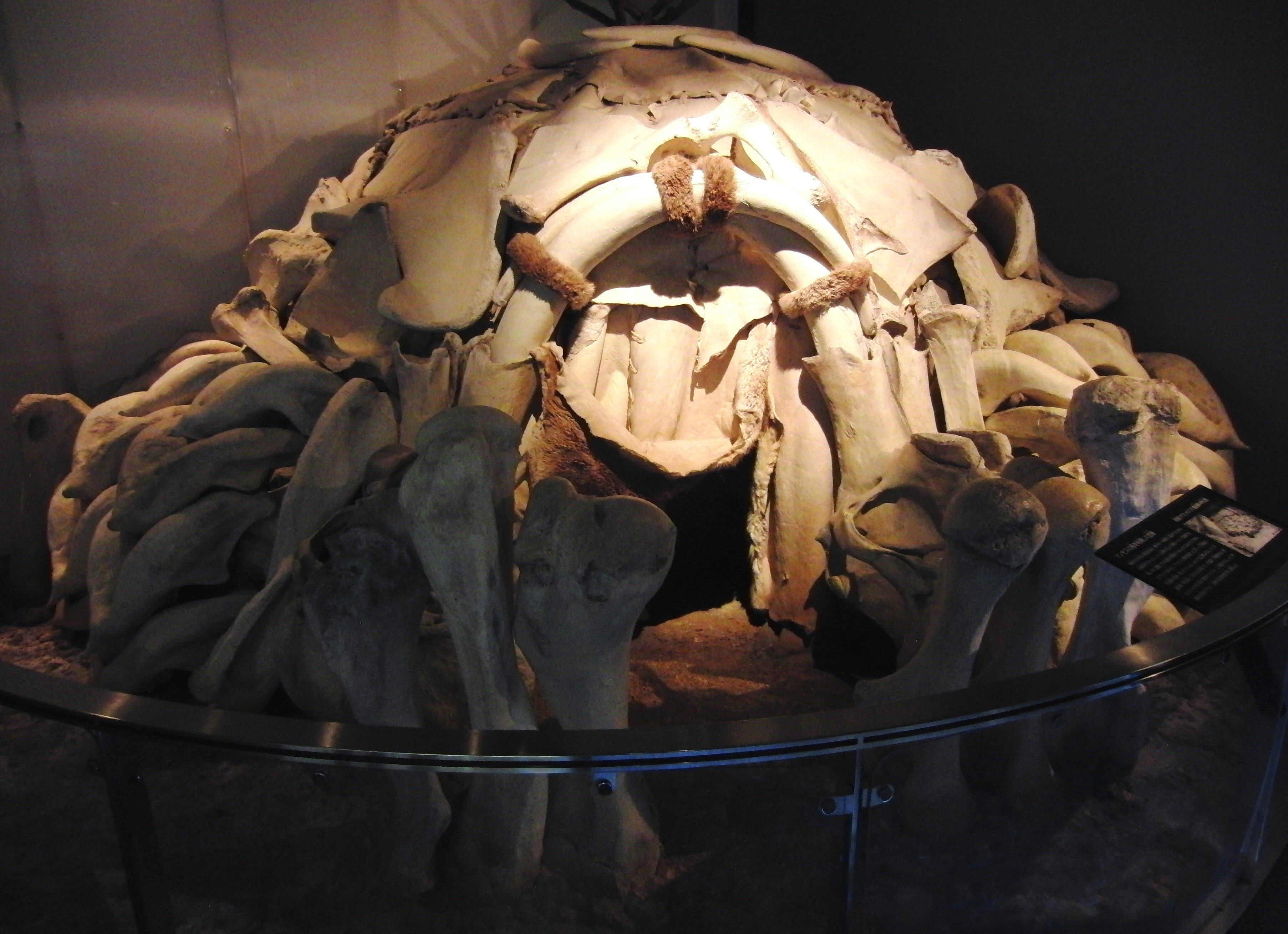
إعادة بناء مسكن من نوع الحفرة مصنوع من عظام الماموث

العصر الحجري الحديث، المعروف أيضًا باسم «العصر الحجري الجديد»، كان عبارة عن فترة زمنية تقريبًا من 9000 قبل الميلاد إلى 5000 قبل الميلاد سميت لأنها كانت الفترة الأخيرة من العصر قبل بدء عمل الخشب. الأدوات المتاحة مصنوعة من مواد طبيعية بما في ذلك العظام، والجلود، والحجر، والخشب، والأعشاب، والألياف الحيوانية، واستخدام المياه. واستخدمت هذه الأدوات من قبل الناس لقطع مثل مع يد الفأس، المروحية، قطع أو نجز، وسلت. أيضًا للكشط والتقطيع باستخدام أداة تقشر، والجنيه، والثقب، واللف، والسحب والترك.
تضمنت مواد البناء عظامًا مثل أضلاع الماموث، والجلد، والحجر، والمعادن، واللحاء، والخيزران، والطين، والجص الجيري، والمزيد. على سبيل المثال، ربما كانت الجسور الأولى التي صنعها البشر مجرد جذوع خشبية موضوعة عبر مجرى مائي ثم ممرات خشبية لاحقًا. بالإضافة إلى الذين يعيشون في الكهوف والملاجئ الصخرية، وكانت أولى المباني ملاجئ بسيطة، الخيام مثل الإسكيمو في توبيك، وأكواخ بنيت في بعض الأحيان كما حفرة المنازل يعني لتتناسب مع الاحتياجات الأساسية للحماية من العناصر وأحيانا باسم التحصينات للسلامة مثل العمود المرفقي. بنيت بالاكتفاء الذاتي من قبل سكانها بدلاً من بنائين متخصصين، باستخدام المواد المتاحة محليًا والتصاميم والطرق التقليدية التي تسمى معًا العمارة العامية.

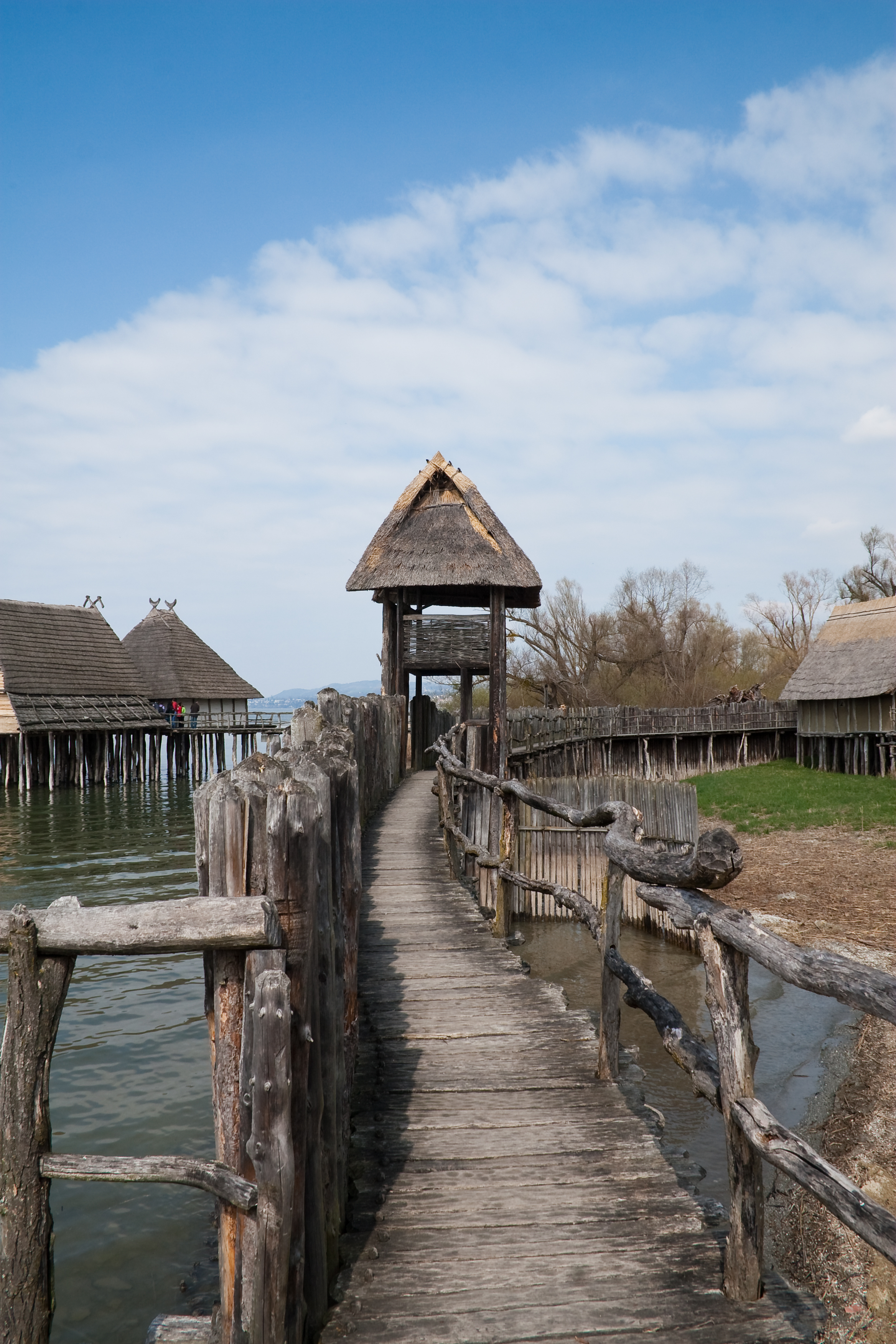
إعادة بناء قرية محصنة من العصر الحجري الحديث تظهر جدارًا من الحواجز ومنازل متينة في متحف بفاهلباوتن أولدينجن، ألمانيا.

أبسط الملاجئ، الخيام، لا تترك أي أثر. لهذا السبب، فإن القليل الذي يمكننا قوله عن البناء المبكر جدًا هو في الغالب التخمين واستنادًا إلى ما نعرفه عن الطريقة التي يقوم بها البدو الصيادون والقطافون والرعاة في المناطق النائية ببناء الملاجئ اليوم. وضع غياب الأدوات المعدنية قيودًا على المواد التي يمكن تصنيعها، ولكن كان لا يزال من الممكن بناء هياكل حجرية متقنة تمامًا ببراعة باستخدام تقنيات الجدران الحجرية الجافة كما هو الحال في سكارا براي في اسكتلندا، وهي القرية الأوروبية الأكثر اكتمالاً من العصر الحجري الحديث. تنتمي اللبنات الأولى المصنوعة من الأيدي بدلاً من القوالب الخشبية إلى العصر الحجري الحديث وتم العثور عليها في أريحا. كان المنزل الطويل من العصر الحجري الحديث أحد أكبر الهياكل في هذه الفترة. في جميع الحالات من الأخشاب مؤطرة وسجل الهياكل في هذه الثقافات في وقت مبكر جدا، إلا أن أقل جدا أجزاء من الجدران والفتحات بعد ما اكتشفت في الحفريات الأثرية، مما يجعل إعادة إعمار الأجزاء العليا من هذه المباني تخميني إلى حد كبير.
تتراوح العمارة من العصر الحجري الحديث من الخيمة إلى المغليث (ترتيب من الأحجار الكبيرة) والعمارة المقطوعة بالصخور والتي غالبًا ما تكون معابد ومقابر ومساكن. من أكثر الهياكل الرائعة من العصر الحجري الحديث في أوروبا الغربية الصخرية الأيقونية المعروفة باسم ستونهنج، والتي اعتبرها بعض علماء الآثار على أنها تعرض طرقًا لبناء الأخشاب كما هو الحال في وودهنج المترجمة إلى الحجر،  وهي عملية تعرف باسم التحجر. البقايا المدمرة الآن هي عبارة عن إنشاءات عتبية وعتبية وتتضمن عتبات ضخمة من الحجر الرملي كانت موجودة على قوائم داعمة عن طريق نقرات ومفاصل لسان؛ يتم ربط العتبات نفسها باستخدام مفاصل اللسان والأخدود. هناك أيضًا دليل على التصنيع المسبق للأعمال الحجرية؛ تشير المصفوفات الهندسية المتناظرة للحجر بوضوح إلى أن بناة ستونهنج قد أتقنوا طرق مسح متطورة.  قرى العصر الحجري الحديث كبيرة بما يكفي لتكون لها سمات ريفية وحضرية تسمى المدن البدائية لتمييزها عن المدن التي تبدأ بـ إريدو.

### معرض أدوات العصر الحجري الحديث

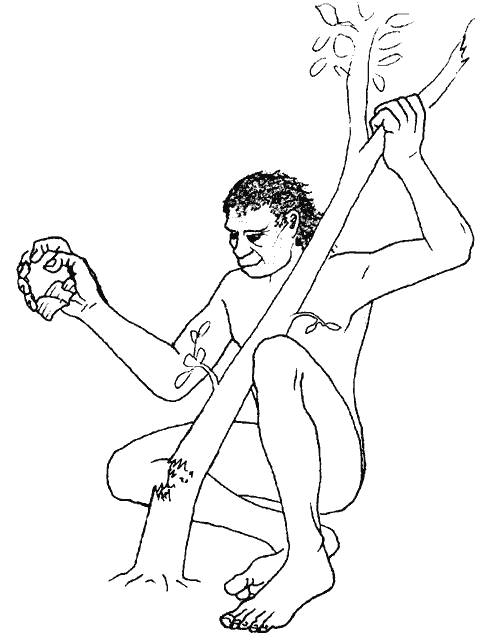
رجل يستخدم فأس اليد
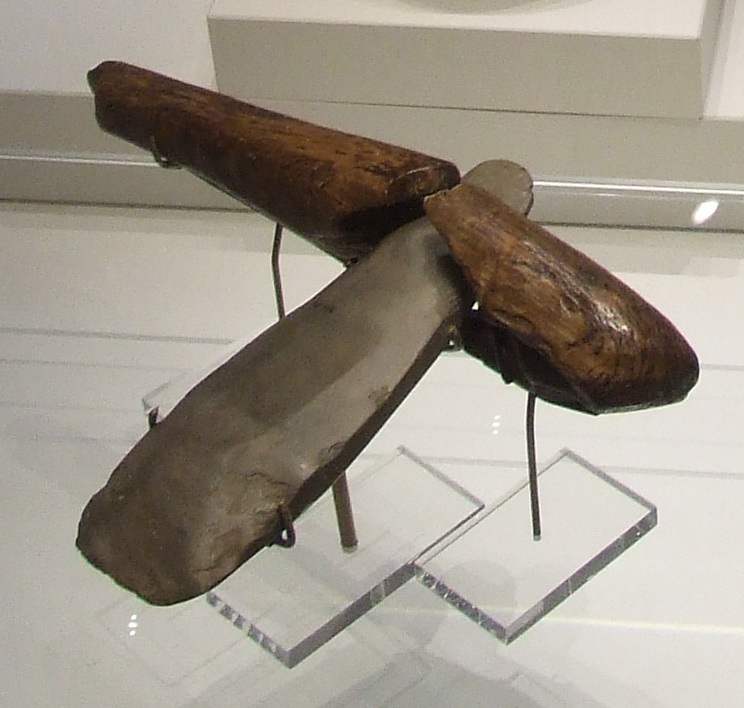
فأس من الحجر من العصر الحجري الحديث بمقبض خشبي.
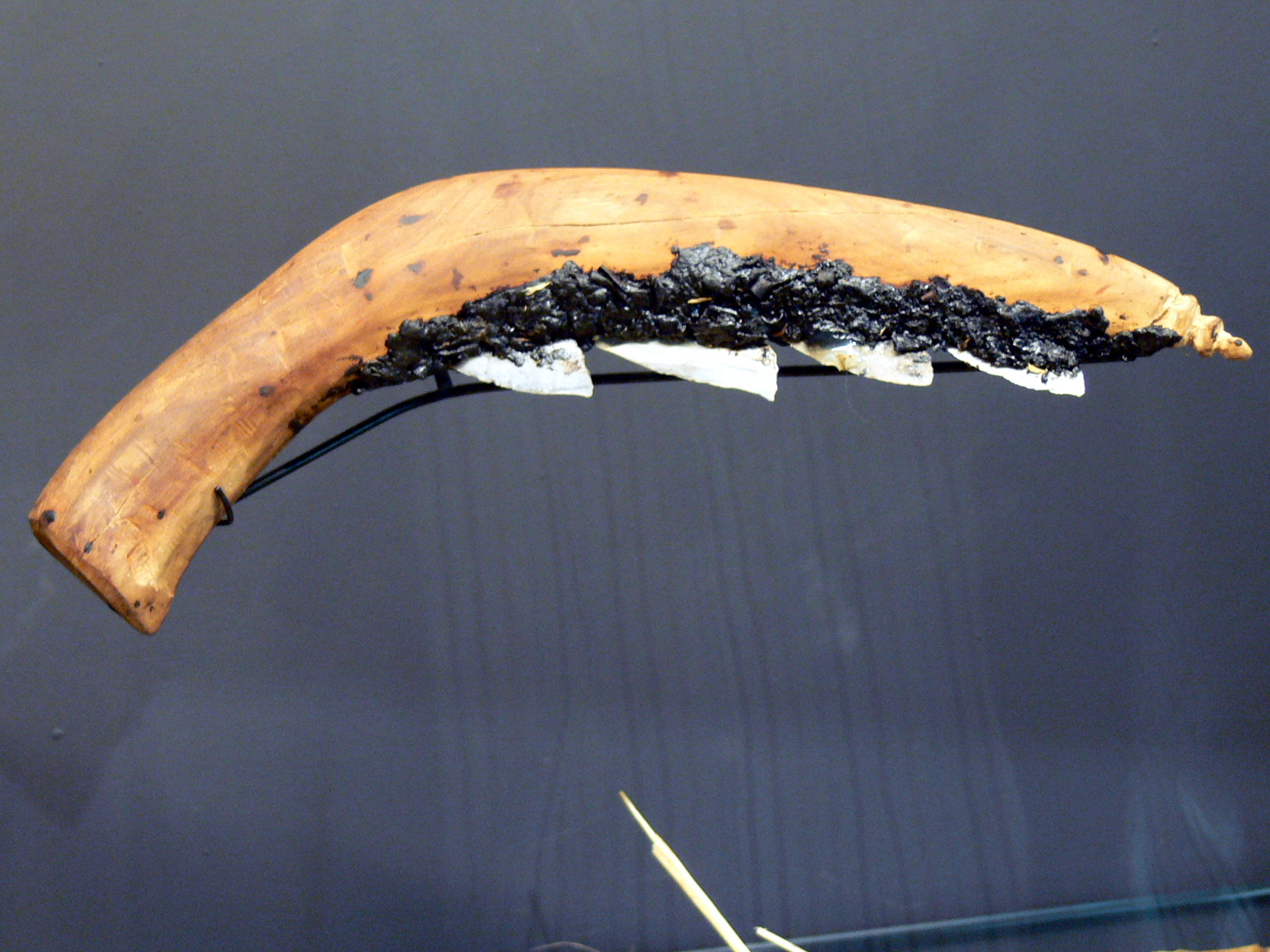
منجل لحصاد المحاصيل ومواد القش.
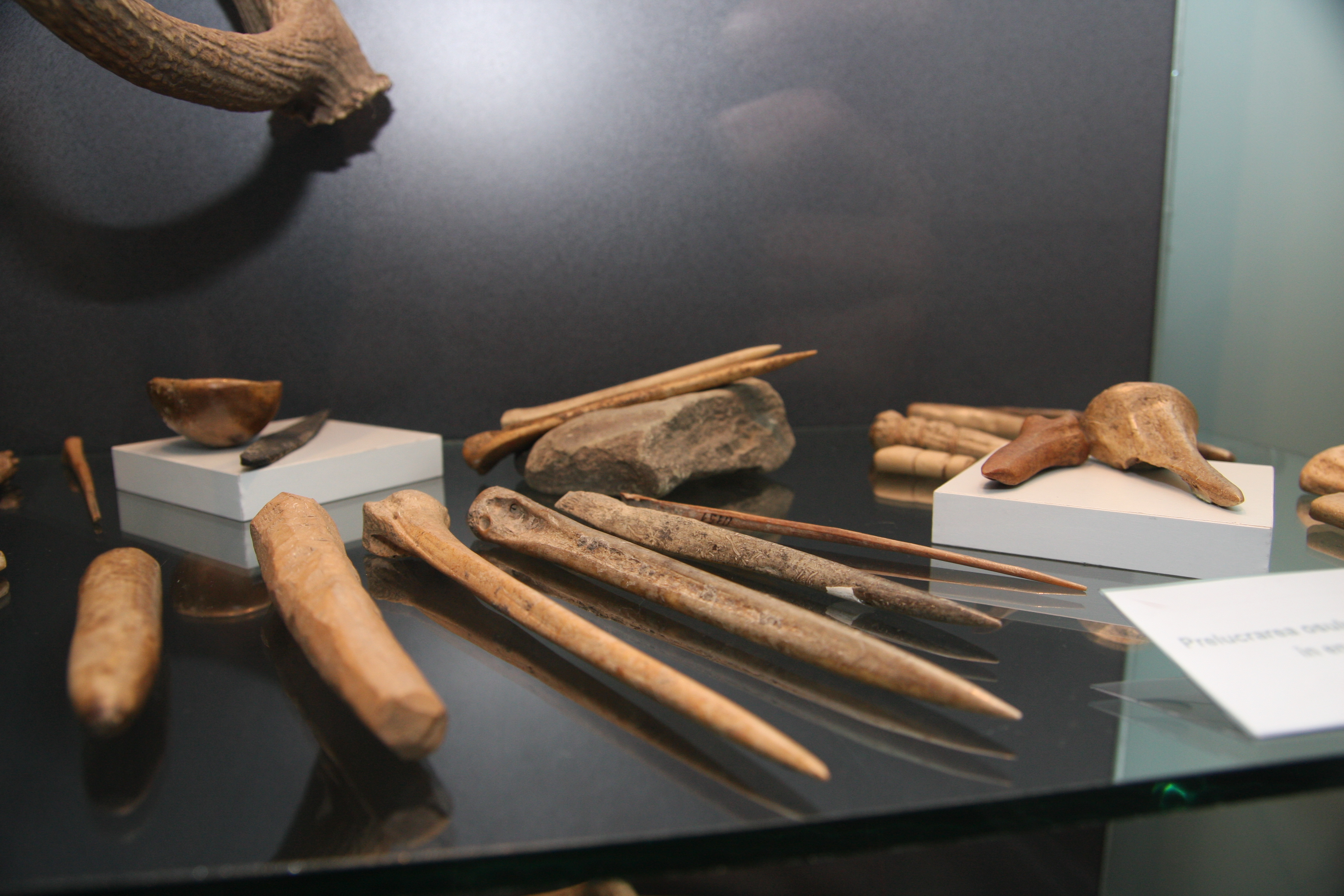
أدوات العظام المختلفة من الصين
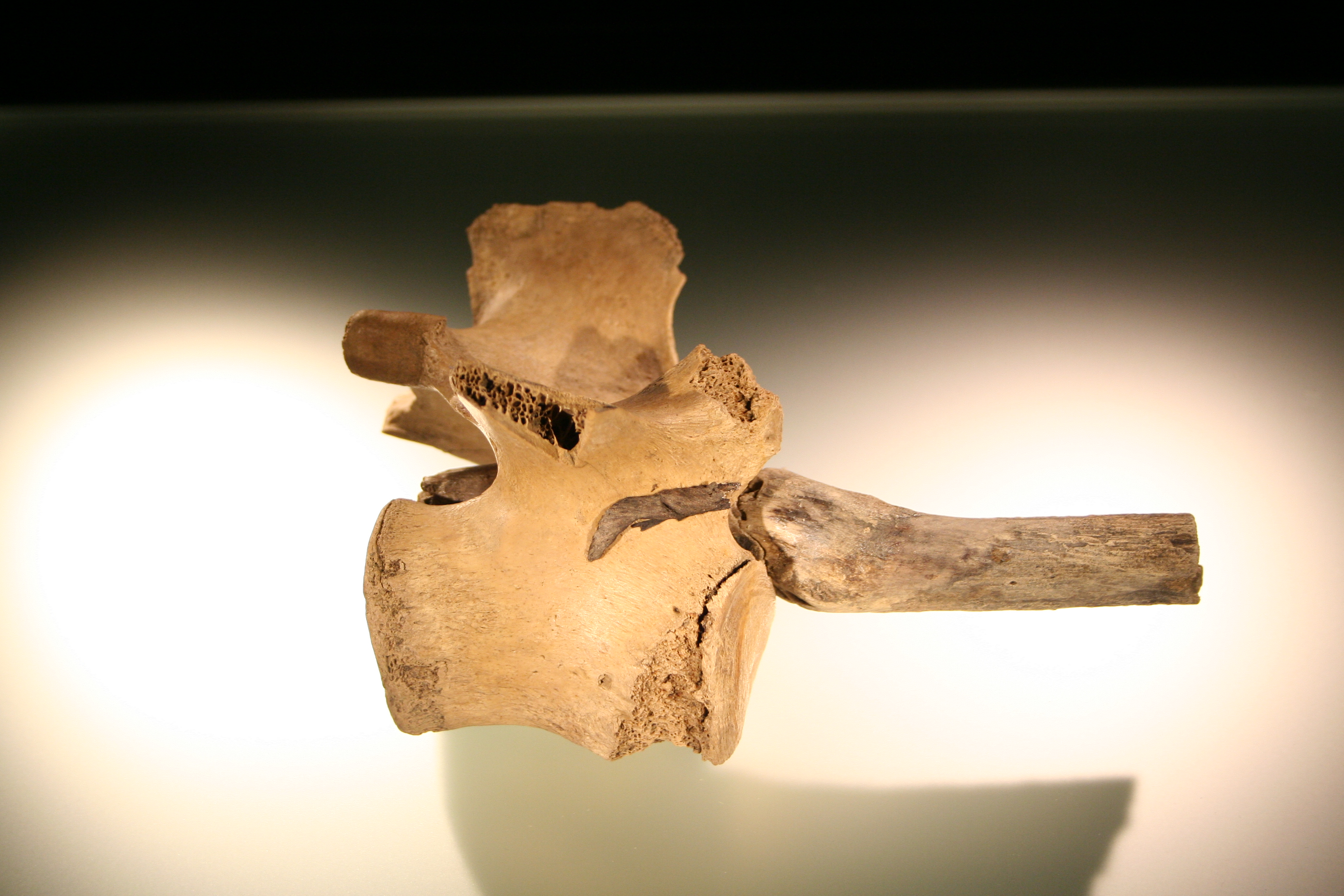
مطرقة عظمية من ثقافة الفخار الخطي
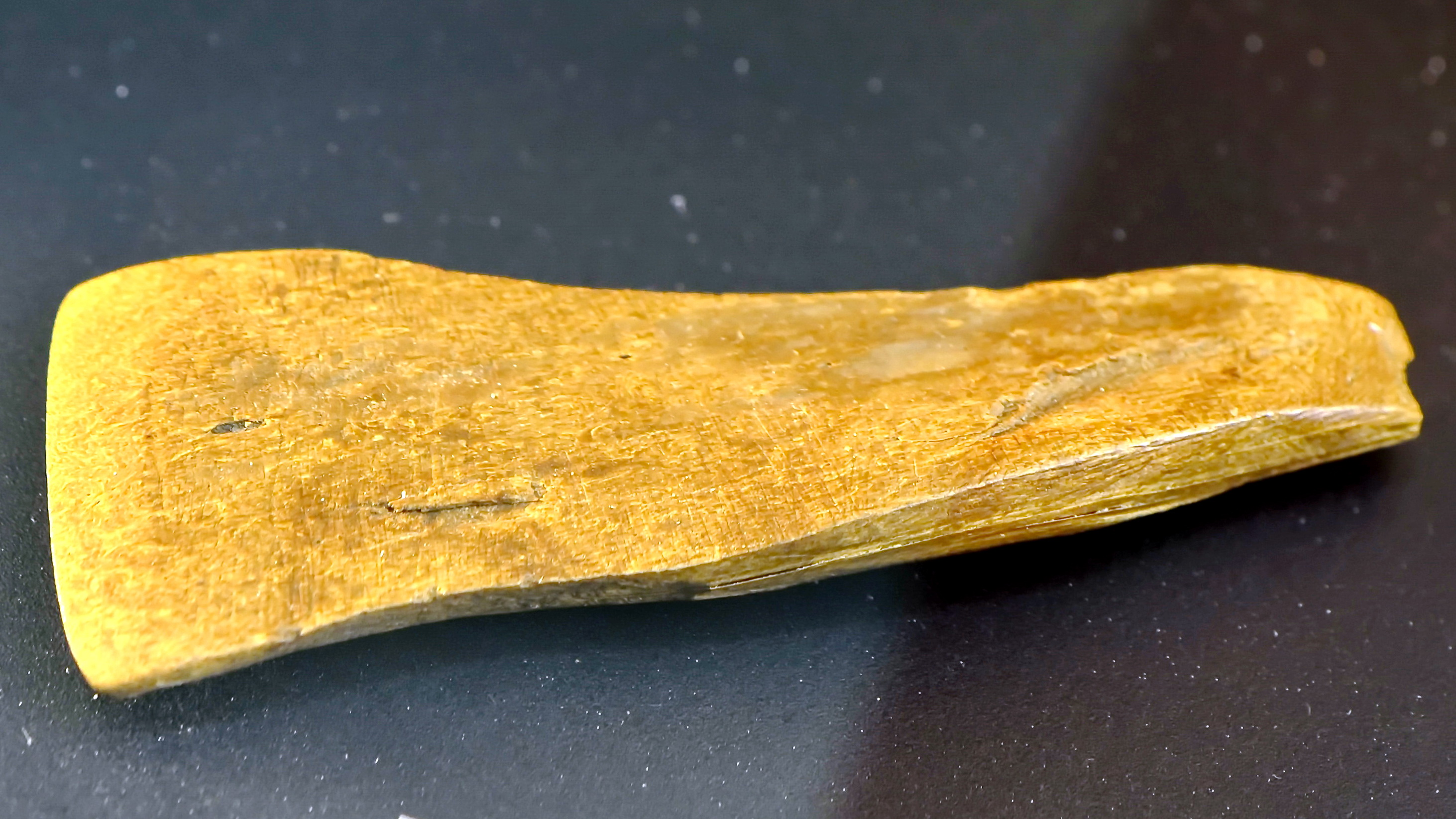
إزميل مصنوع من العظم، زيكسلايتونبلاتس، زيورخ  [لغات أخرى]‏
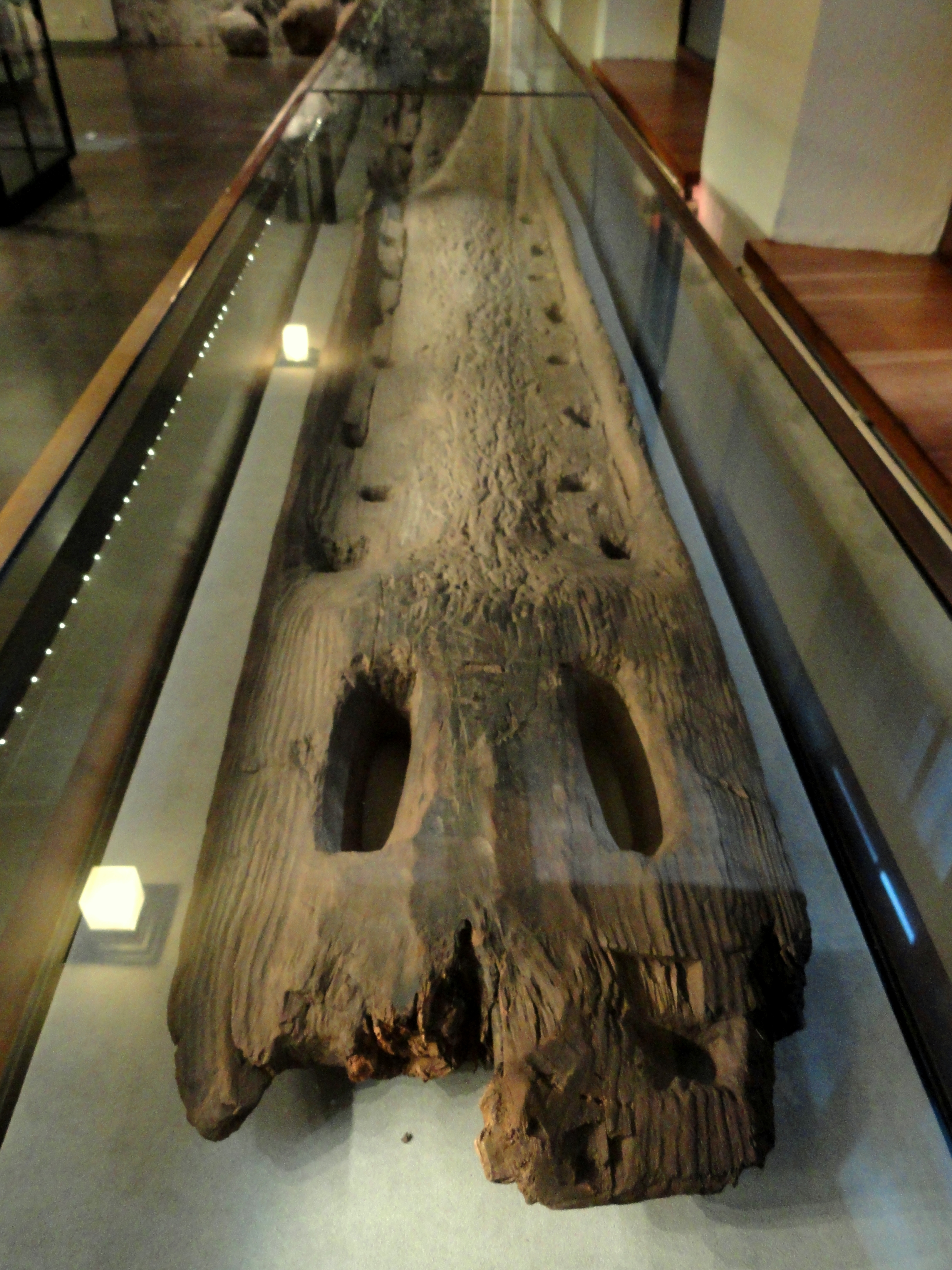
زلاجة لنقل المواد الثقيلة.
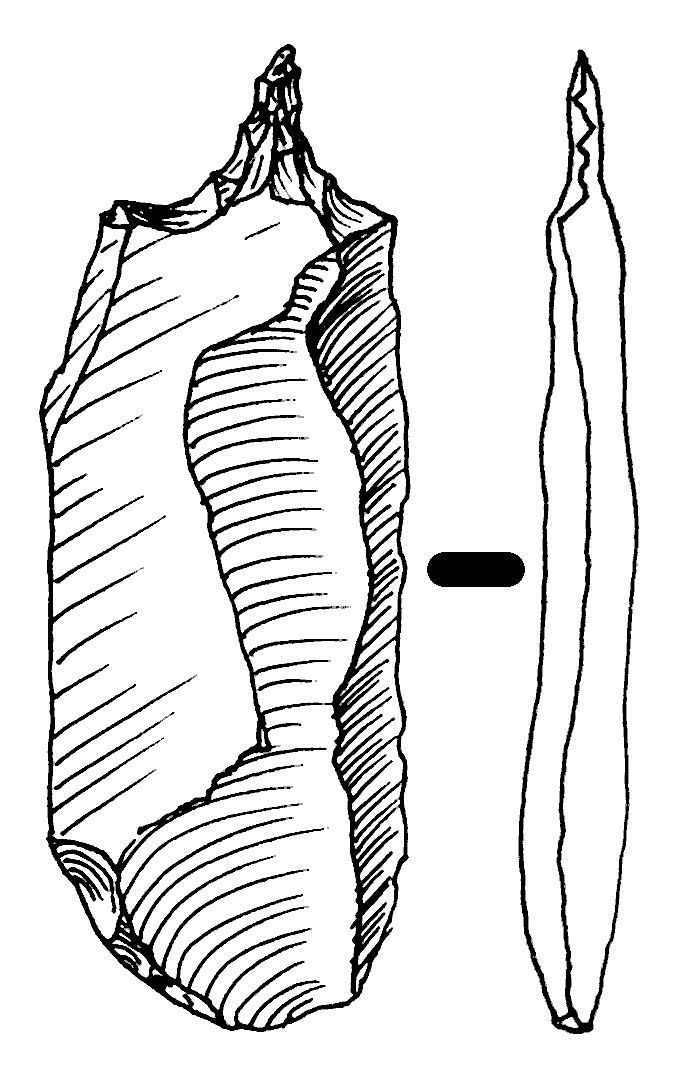
حفر الحجر

## العصر النحاسي والعصر البرونزي

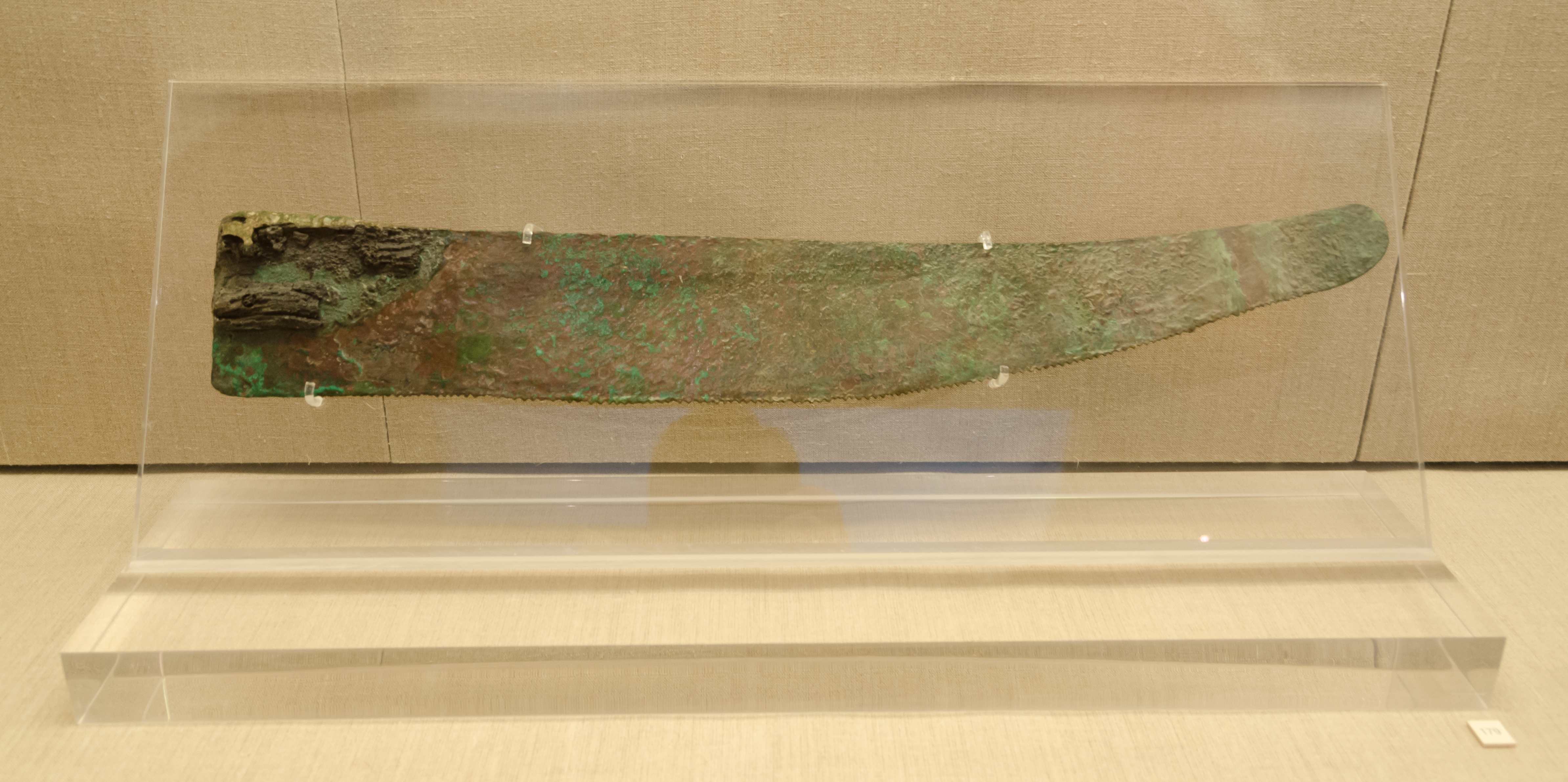
منشار برونزي من موقع أكروتيري الأثري - متحف ثيرا ما قبل التاريخ - سانتوريني، اليونان. الصورة: نوربرت ناجل / ويكيميديا كومنز

العصر النحاسي هو الجزء الأول من العصر البرونزي. يصنع البرونز عند إضافة القصدير إلى النحاس والنحاس الأصفر مع الزنك. بدأ استخدام النحاس قبل 5000 قبل الميلاد والبرونز حوالي 3100 قبل الميلاد، على الرغم من اختلاف الأوقات حسب المنطقة. تم استخدام النحاس والبرونز لنفس أنواع الأدوات مثل الحجر مثل الفؤوس والأزاميل، ولكن المواد الجديدة الأقل هشاشة والأكثر متانة تم قطعها بشكل أفضل. تم صب البرونز في الأشكال المرغوبة ويمكن إعادة صبها في حالة تلفها. المنشار هو أداة جديدة تم تطويرها في العصر النحاسي. ومن الاستخدامات الأخرى للنحاس والبرونز «تقوية» طليعة الأدوات مثل استخدام المصريين للنقاط النحاسية والبرونزية لعمل الحجر الناعم بما في ذلك كتل المحاجر وصناعة العمارة المقطوعة بالصخور.
خلال العصر البرونزي، بدأ استخدام القوس المقوس مثل مقابر خلايا النحل. دخلت العجلة حيز الاستخدام لكنها لم تكن شائعة حتى وقت لاحق. تم نقل الأحمال الثقيلة على القوارب أو الزلاجات (مزلقة بدائية) أو على بكرات. بدأ المصريون في بناء المعابد الحجرية بطريقة البناء بالبريد والعتاب واتبع الإغريق والرومان هذا النمط.

## بناء العصر الحديدي
العصر الحديدي هو فترة ثقافية من حوالي 1200 قبل الميلاد إلى 50 قبل الميلاد مع انتشار استخدام الحديد للأدوات والأسلحة. الحديد ليس أصعب بكثير من البرونز ولكن بإضافة الحديد الكربوني يصبح صلبًا تم إنتاجه بعد حوالي 300 قبل الميلاد. يمكن تقوية الفولاذ وتقسيمه لإنتاج حافة تقطيع حادة ومتينة. أداة النجارة الجديدة التي يسمح بها استخدام الفولاذ هي الطائرة اليدوية.

### بلاد ما بين النهرين القديمة
تم العثور على أقدم المباني الكبيرة التي نجت منها الأدلة في بلاد ما بين النهرين القديمة. لا تعيش المساكن الصغيرة إلا في آثار الأساسات، لكن الحضارات اللاحقة شيدت هياكل كبيرة جدًا في أشكال القصور والمعابد والزقورات وأخذت عناية خاصة ببنائها من مواد تدوم طويلاً، مما يضمن بقاء أجزاء كبيرة جدًا على حالها. يتضح الإنجاز التقني الكبير من خلال بناء مدن كبرى مثل أوروك وأور. زقورة أور هي مبنى بارز في تلك الفترة، على الرغم من أعمال إعادة الإعمار الكبيرة. مثال جيد آخر هو الزقورة في جغا زنبيل في إيران الحديثة. خلقت المدن طلبات لتقنيات جديدة مثل المصارف لمياه الصرف الصحي الحيوانية والبشرية والشوارع المرصوفة.
أظهرت الأدلة الأثرية وجود قبو  مثل تل الرماح في ما يعرف الآن بالعراق.

#### مواد
كانت مادة البناء الرئيسية هي الطوب اللبن، الذي تم تشكيله في قوالب خشبية مماثلة لتلك المستخدمة في صناعة الطوب اللبن. يتنوع الطوب بشكل كبير في الحجم والشكل من الطوب الصغير الذي يمكن رفعه بيد واحدة إلى الطوب الكبير مثل ألواح الرصف الكبيرة. كان كل من الطوب المستطيل والمربع شائعًا. لقد تم وضعها في كل نمط ترابط يمكن تخيله تقريبًا واستخدمت بقدر كبير من التطور. تعيش الرسومات على ألواح طينية من فترات لاحقة تُظهر أن المباني كانت مبنية على وحدات من الطوب. بحلول 3500 قبل الميلاد، بدأ استخدام الطوب المحروق وتظهر السجلات الباقية تقسيمًا معقدًا للغاية للعمل إلى مهام وحرف منفصلة.[بحاجة لمصدر] تم استخدام الطوب المحروق والحجر للرصف.

كانت الحياة بشكل عام محكومة بطقوس معقدة امتد هذا إلى طقوس إنشاء المباني وصب الطوب الأول. خلافًا للاعتقاد الشائع، لم يخترع الرومان القوس، ولكن تم استخدامه في هذه الحضارات.[بحاجة لمصدر] حضارات بلاد ما بين النهرين اللاحقة، ولا سيما بابل ومن ثم سوسة، طورت أعمال الطوب المزجج بدرجة عالية جدًا، وزينت الديكورات الداخلية والخارجية لمبانيها بنقوش من الطوب المزجج، ونماذج منها باقية في متحف طهران الأثري، ومتحف اللوفر في باريس ومتحف بيرغامون في برلين.

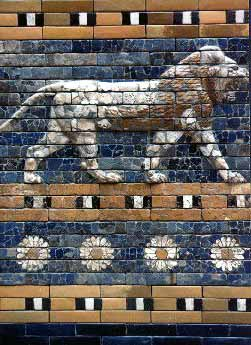
تفاصيل بوابة عشتار (575 قبل الميلاد) تُظهر أعمال القرميد المزجج بشكل استثنائي في الفترة اللاحقة. تم العثور على الطوب المصقول من القرن الثالث عشر قبل الميلاد
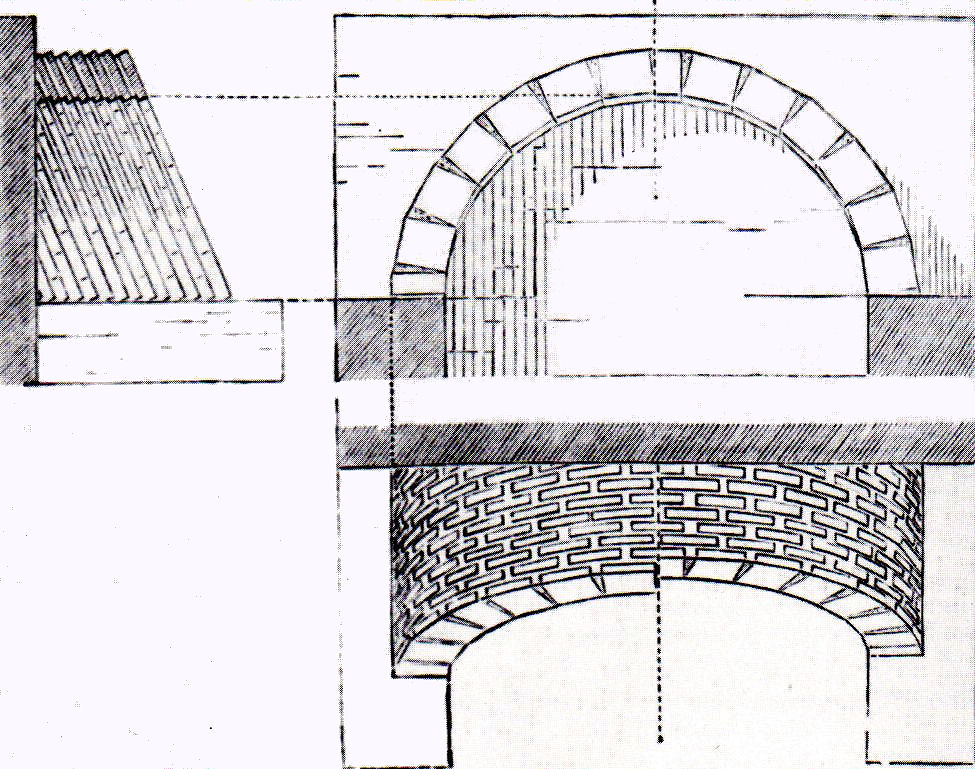
القبو المبني من الطوب هو نوع موجود في بلاد ما بين النهرين حوالي 2000 قبل الميلاد.
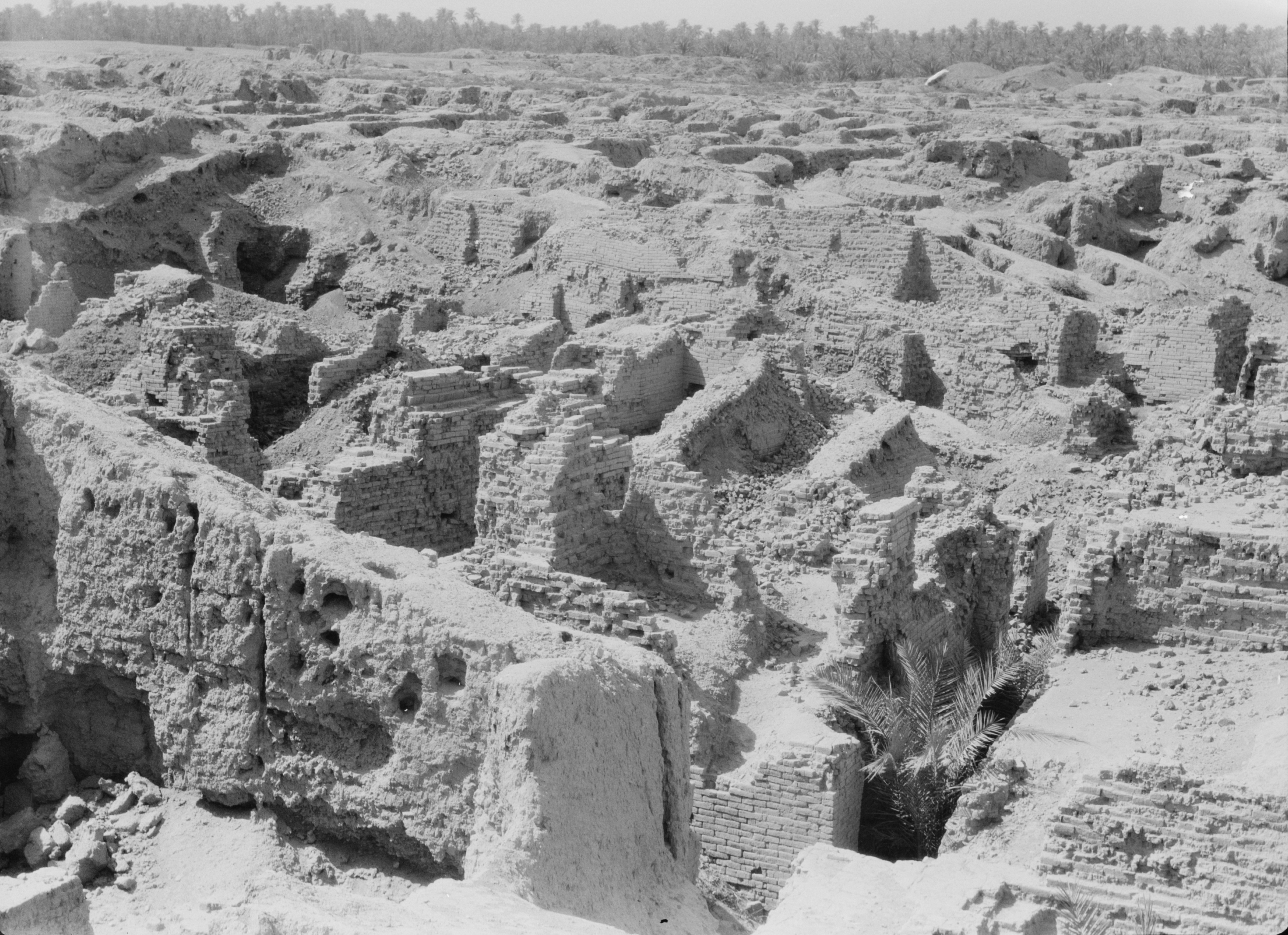
بابل ، الموقع الأثري في عام 1932 ، قبل أعمال إعادة الإعمار الرئيسية التي قام بها صدام حسين
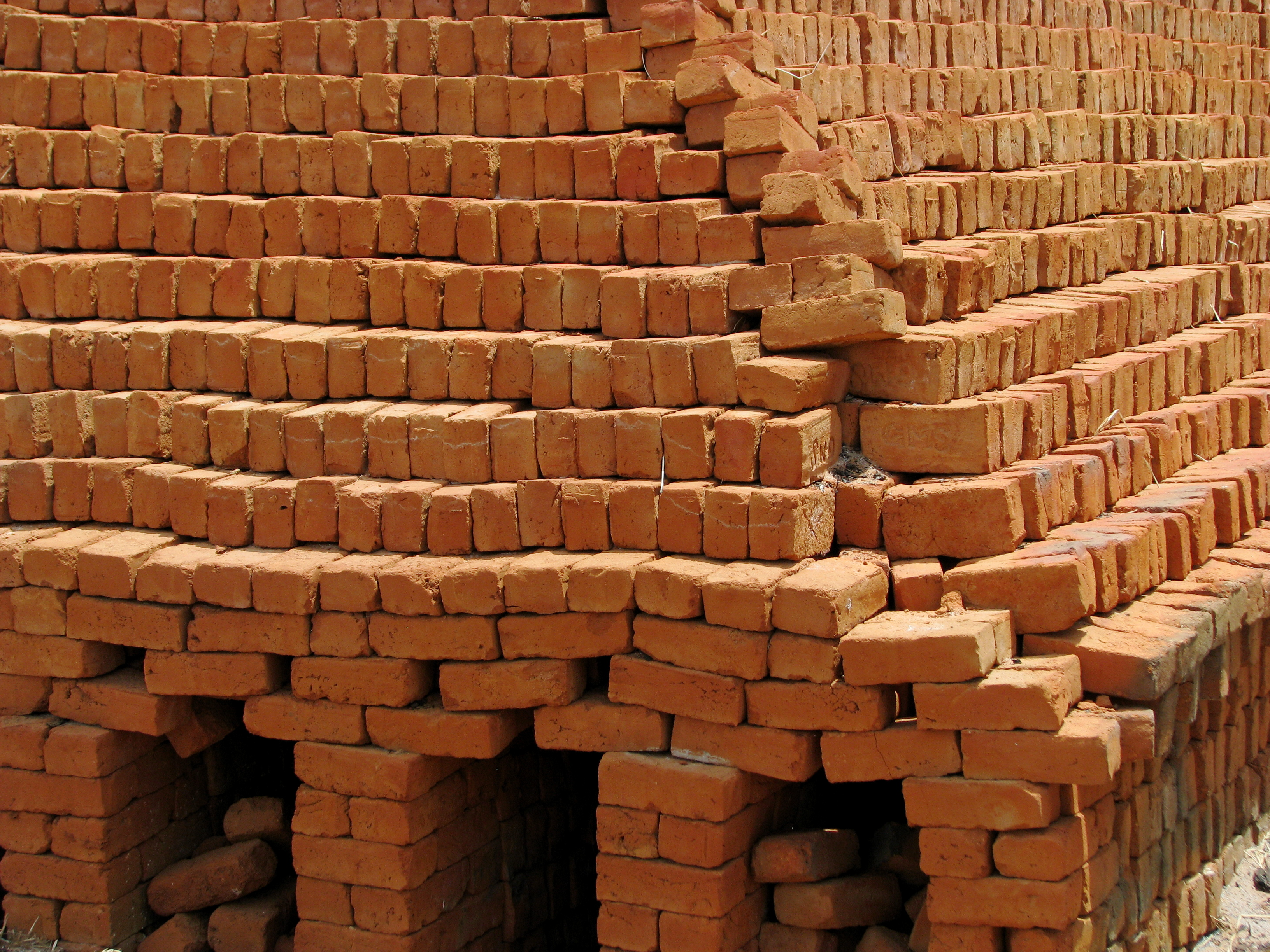
طوب جاف مكدّس جاهز للحرق دون استخدام فرن.
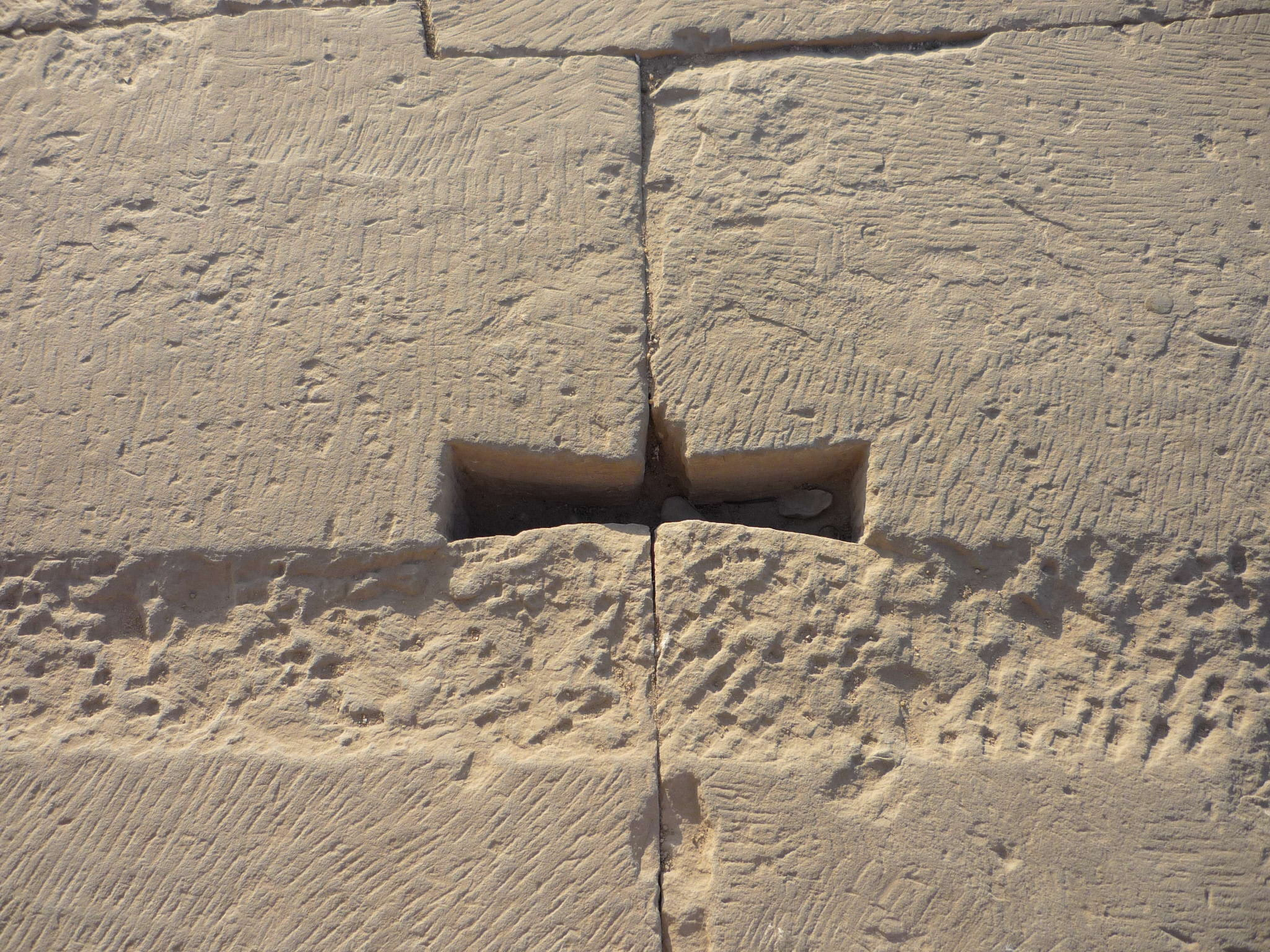
بدأت الأعمال الحجرية المصرية التي تظهر علامات الأدوات والفراشات المتشابكة في معبد كوم أمبو 180-145 قبل الميلاد

### مصر القديمة

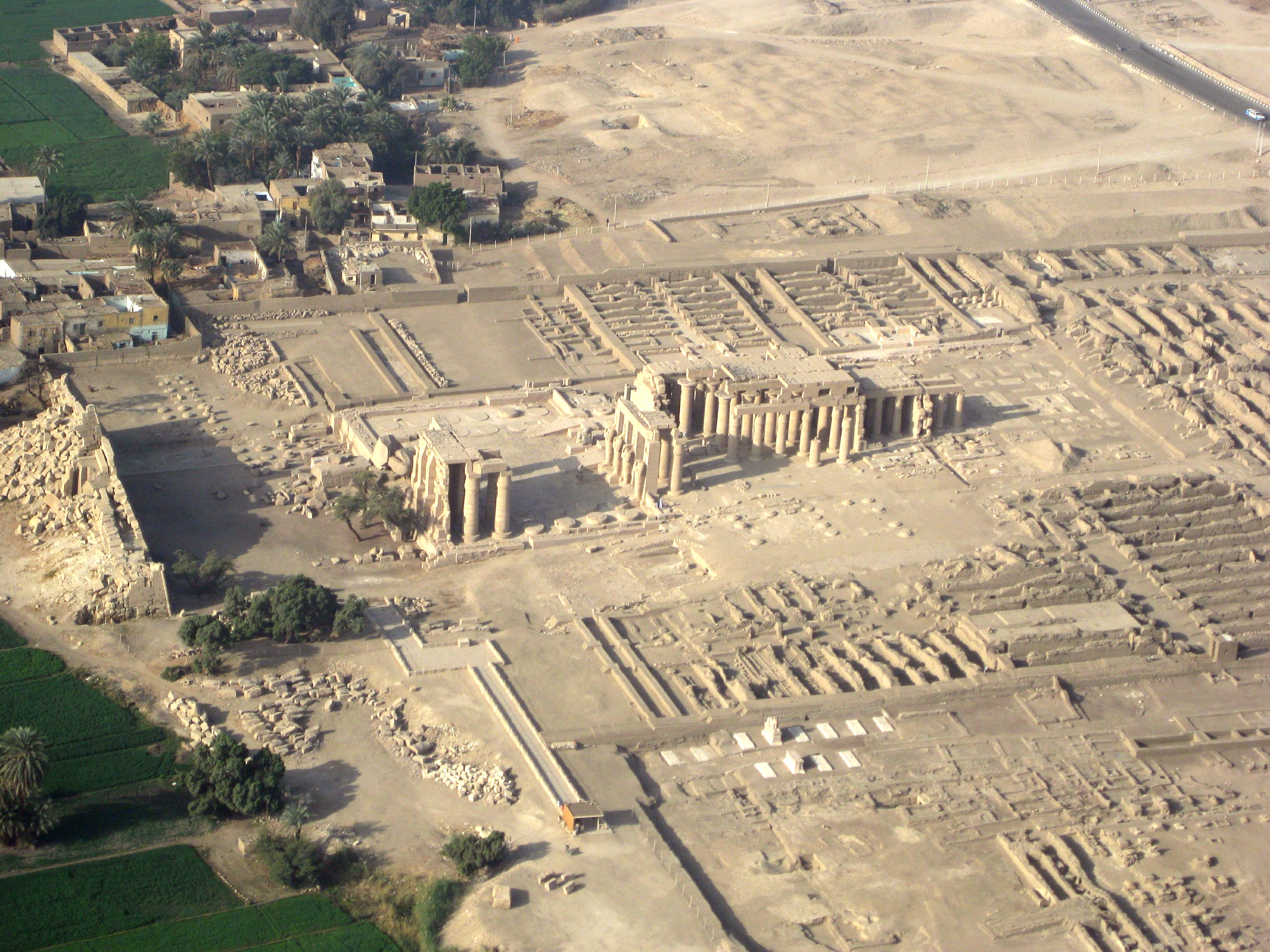
منظر جوي لراماسيوم في طيبة وما يرتبط بها من هياكل طينية

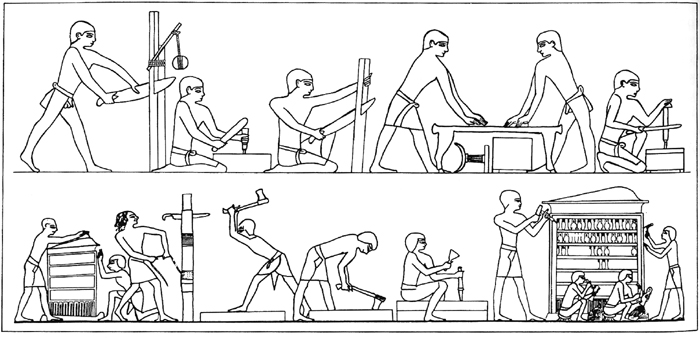
نسخة من لوحة جدارية في مقبرة رخمير بين عامي 1550 و 1292 قبل الميلاد.

على عكس ثقافات بلاد ما بين النهرين القديمة التي بنيت من الطوب، بنى الفراعنة في مصر هياكل ضخمة من الحجر. حافظ المناخ الجاف على الكثير من المباني القديمة.

#### مواد
تم استخدام البناء الطوب من النوع اللبني المشوي للمباني الملحقة والمنازل العادية في العصور القديمة ولا يزال شائع الاستخدام في ريف مصر. كان المناخ الحار والجاف مثاليًا للطوب اللبن، الذي يميل إلى الغسل تحت المطر. يوفر معبد الرامسيوم في طيبة، مصر (الأقصر) أحد أروع الأمثلة على بناء الطوب اللبن. كما توجد مخازن واسعة مع أقبية من الطوب اللبن، وكلها مبنية بمقررات منحدرة لتجنب الحاجة إلى صب الخرسانة.
شُيِّدت أعظم المباني من الحجر، غالبًا من كتل حجرية ضخمة. كانت التقنيات المستخدمة لتحريك الكتل الضخمة المستخدمة في الأهرامات والمعابد موضع نقاش مكثف. اقترح بعض المؤلفين أن الحجر الأكبر قد لا يكون مقطوعًا بالحجر بل يصنع بالخرسانة.[بحاجة لمصدر]

#### تكنولوجيا
على الرغم من أن المصريين حققوا إنجازات هندسية غير عادية، يبدو أنهم فعلوا ذلك باستخدام تكنولوجيا بدائية نسبيًا. بقدر ما هو معروف لم يستخدموا العجلات أو البكرات. قاموا بنقل الأحجار الضخمة لمسافات طويلة باستخدام بكرات وحبال ومزالق تجرها أعداد كبيرة من العمال. يعود الفضل إلى قدماء المصريين في اختراع المنحدر، الرافعة، المخرطة، الفرن، السفينة، الورق، نظام الري، النافذة، المظلة، الباب، الزجاج، شكل من أشكال جص باريس، الحمام، القفل، الشدووف، النسج، قياس موحد النظام، والهندسة، والصومعة، وطريقة حفر الأحجار، والمنشار، وقوة البخار، والرسومات ذات المقياس النسبي، والمينا، والقشرة، والخشب الرقائقي، والجمالون الحبل، وأكثر من ذلك. لا توجد كتيبات إرشادية مصرية باقية، لذلك كانت هناك تكهنات كبيرة حول كيفية رفع الحجارة إلى ارتفاعات كبيرة وإقامة المسلات. تركز معظم النظريات على استخدام المنحدرات.
يعود الفضل إلى إمحوتب، الذي عاش حوالي 2650-2600 قبل الميلاد، في كونه أول مهندس معماري ومهندس مسجل.

#### إنجازات
الأهرامات مثيرة للإعجاب بشكل رئيسي لحجمها الهائل والقوى العاملة المذهلة التي يجب أن تكون قد تم توظيفها في بنائها. الأكبر هو هرم الجيزة الأكبر الذي ظل أطول مبنى في العالم لمدة 3800 عام (انظر قائمة أطول الهياكل القائمة بذاتها في العالم). كانت المشكلات الهندسية التي ينطوي عليها الأمر تتعلق أساسًا بنقل الكتل، وأحيانًا لمسافات طويلة، وحركتها إلى الموقع والمحاذاة الدقيقة. من المتفق عليه بشكل عام الآن أن عمال البناء المهرة قد تم احترامهم ومعاملتهم بشكل جيد، ولكن مما لا شك فيه أن أعدادًا كبيرة جدًا من العمال كانت ضرورية لتوفير القوة الغاشمة.

كانت الأساليب المستخدمة في بناء الأهرامات موضوع بحث ومناقشة كبير (انظر: تقنيات بناء الأهرامات المصرية).

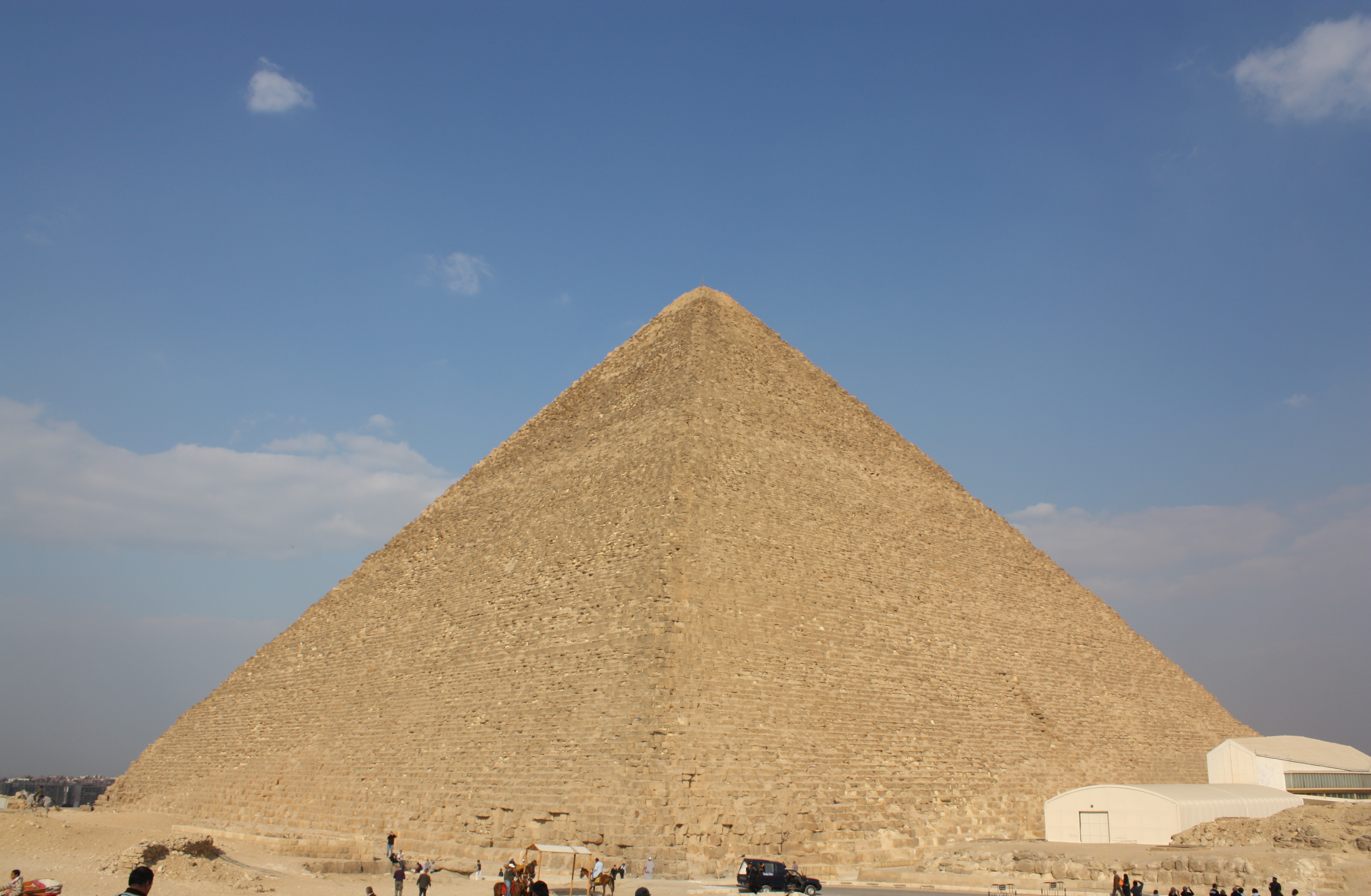
الهرم الأكبر في الجيزة ، أطول مبنى في العالم منذ أكثر من 3800 عام
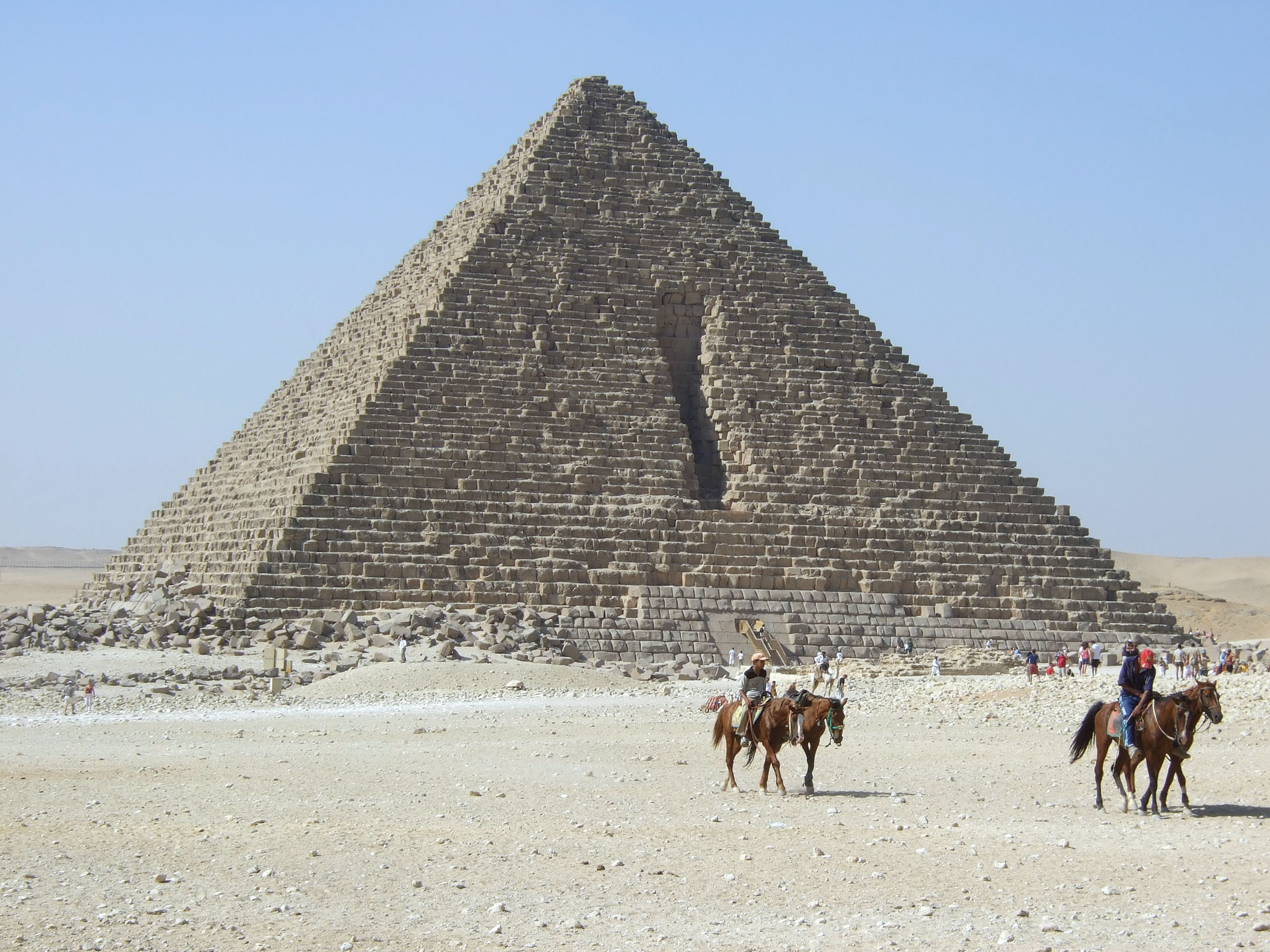
هرم منكورس بالجيزة

### اليونان القديمة
كان الإغريق القدماء، مثل المصريين وبلاد ما بين النهرين، يميلون إلى بناء معظم مبانيهم المشتركة من الطوب اللبن، دون ترك أي سجل وراءهم. ومع ذلك، فإن العديد من الهياكل لا تزال قائمة، وبعضها في حالة جيدة جدًا من الإصلاح، على الرغم من أن بعضها قد أعيد بناؤه جزئيًا أو أعيد تشييده في العصر الحديث. الأكثر دراماتيكية هي المعابد اليونانية. حقق الإغريق العديد من التطورات التكنولوجية بما في ذلك السباكة، والسلالم الحلزونية، والتدفئة المركزية، والتخطيط الحضري، وعجلة المياه، والرافعة، والمزيد.

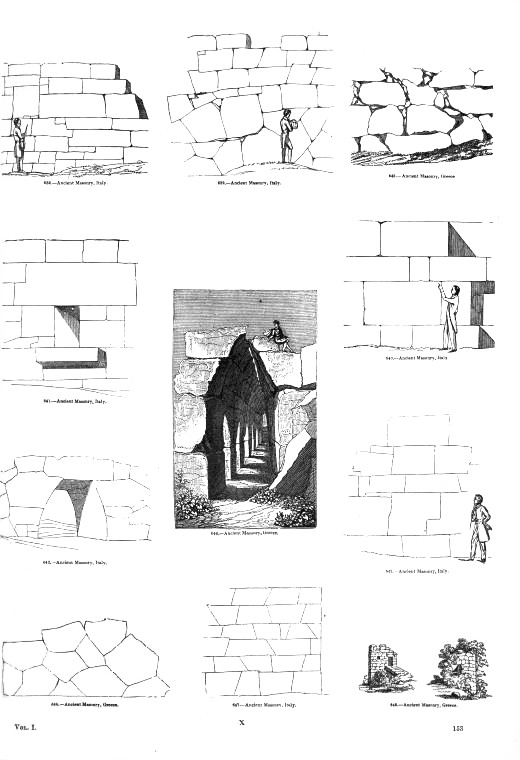
رسم توضيحي يوضح تقنيات البناء في اليونان القديمة وروما.

أقدم «رسم بناء» موجود في معبد أبولو في ديديما. تم حفر جدار حجري غير مكتمل بمحات من الأعمدة والقوالب، ولم يتم الانتهاء من الجدار أبدًا، لذا لم يتم مسح الرسم: لمحة نادرة عن تاريخ رسومات البناء العاملة.
لا توجد هياكل خشبية باقية (الأسطح والأرضيات وما إلى ذلك)، لذا فإن معرفتنا بكيفية تجميعها محدودة. الامتدادات، بشكل رئيسي، محدودة وتقترح هياكل بسيطة للغاية من العوارض والأعمدة تمتد على الجدران الحجرية. بالنسبة للفترات الطويلة، من غير المؤكد ما إذا كان الإغريق أو الرومان قد اخترعوا الجمالون، لكن من المؤكد أن الرومان استخدموا دعامات الأسقف الخشبية. قبل عام 650 قبل الميلاد، كانت المعابد اليونانية القديمة الشهيرة الآن تُبنى من الخشب، ولكن بعد هذا التاريخ بدأت تُبنى من الحجر. تسمى عملية تكرار الهيكل الخشبي في الحجر بالتحجر  أو «النجارة المتحجرة».
كان الطين المحروق مقصورًا بشكل أساسي على بلاط الأسقف والزخارف المرتبطة به، ولكنها كانت متقنة للغاية. يسمح قرميد السقف بميل منخفض للسقف يميز العمارة اليونانية القديمة. بدأ استخدام الطوب المحروق مع ملاط الجير. كانت المباني البارزة للغاية مسقوفة بالبلاط الحجري، والتي تحاكي شكل نظيراتها من الطين. بينما كانت الثقافات اللاحقة تميل إلى تشييد مبانيها الحجرية بجلود رقيقة من الحجارة النهائية فوق قلب الأنقاض، كان الإغريق يميلون إلى البناء من كتل كبيرة مقطوعة، مرتبطة بتشنجات معدنية. كانت هذه عملية بطيئة ومكلفة وشاقة مما حد من عدد المباني التي يمكن تشييدها. غالبًا ما تفشل التشنجات المعدنية بسبب التآكل.
تستخدم هياكل المباني في الغالب نظامًا بسيطًا للحزمة والأعمدة بدون أقواس أو أقواس، والذي وضع قيودًا صارمة على الامتدادات التي يمكن تحقيقها. ومع ذلك، فقد بنى الإغريق بالفعل بعض أقبية الفخذ، والجسور المقوسة، وكذلك، مع المصريين، أول «ارتفاع شاهق»، منارة الإسكندرية، إحدى عجائب الدنيا السبع في العالم القديم.
كانت الرياضيات اليونانية متقدمة تقنيًا ونعلم على وجه اليقين أنهم استخدموا وفهموا مبادئ البكرات، والتي كانت ستمكنهم من بناء أذرع الرافعات لرفع الأعمال الحجرية الثقيلة إلى الأجزاء العلوية من المباني. كانت مهاراتهم في المسح استثنائية، مما مكنهم من تحديد التصحيحات البصرية الدقيقة بشكل لا يصدق للمباني مثل البارثينون، على الرغم من أن الأساليب المستخدمة لا تزال غامضة. تم ترك الزخرفة الأكثر بساطة، مثل التزيين على الأعمدة، ببساطة حتى تم قطع براميل الأعمدة في مكانها.
لم يطور الإغريق القدماء قذائف الهاون القوية التي أصبحت سمة مهمة للبناء الروماني.

### الإمبراطورية الرومانية

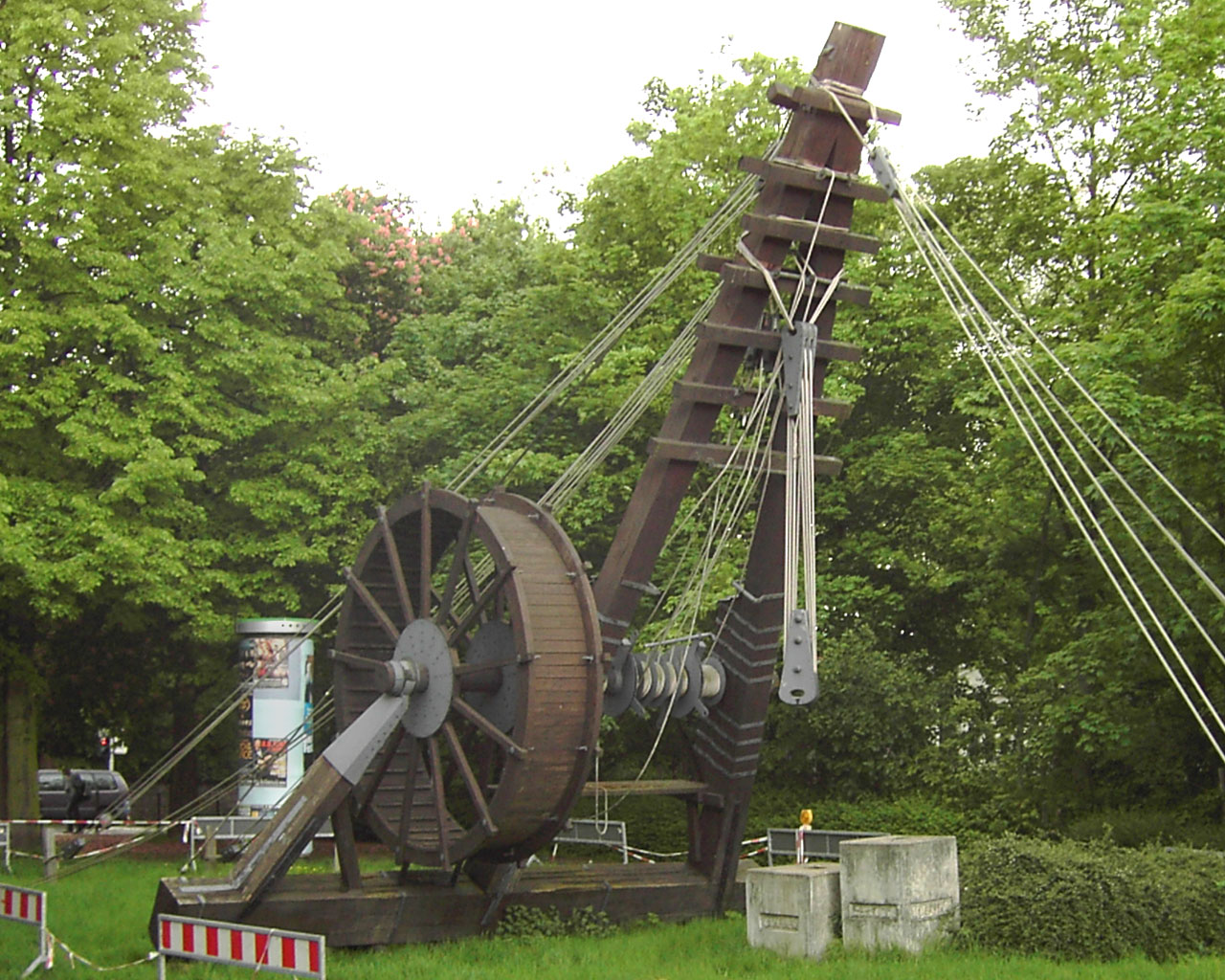
رافعة عجلة المشي الرومانية المعاد بناؤها في بون، ألمانيا

في تناقض صارخ مع الثقافات السابقة، يُعرف قدر هائل عن تشييد المباني الرومانية. بقيت كمية كبيرة جدًا، بما في ذلك المباني السليمة الكاملة مثل البانثيون وروما والآثار المحفوظة جيدًا في بومبي وهيركولانيوم. لدينا أيضًا أول أطروحة باقية عن الهندسة المعمارية من قبل فيتروفيوس والتي تتضمن فقرات واسعة حول تقنيات البناء.

#### مواد
كان التطور الروماني العظيم في مواد البناء هو استخدام ملاط الجير المائي المسمى الأسمنت الروماني. استخدمت الثقافات السابقة ملاط الجير ولكن بإضافة الرماد البركاني المسمى بوزولانا فإن الهاون سيتصلب تحت الماء. زودهم ذلك بمادة قوية للجدران السائبة. استخدموا الطوب أو الحجر لبناء القشرة الخارجية للجدار ثم ملأوا التجويف بكميات هائلة من الخرسانة، مستخدمين الطوب بشكل فعال كغطاء دائم (صب الخرسانة). في وقت لاحق، استخدموا مصاريع خشبية تمت إزالتها من أجل معالجة الخرسانة.
مثال على معبد مصنوع من الخرسانة الرومانية في القرن الأول قبل الميلاد هو معبد فيستا في تيفولي بإيطاليا. لم تكن الخرسانة مصنوعة من أكثر من حطام وقذائف هاون. كانت رخيصة وسهلة الإنتاج وتتطلب عمالة غير ماهرة نسبيًا لاستخدامها، مما مكن الرومان من البناء على نطاق غير مسبوق. لم يستخدموها فقط للجدران ولكن أيضًا لتشكيل الأقواس والأقبية البرميلية والقباب التي بنوها على مساحات ضخمة. طور الرومان أنظمة من الأواني المجوفة لصنع قبابهم وأنظمة تدفئة وتهوية متطورة لحماماتهم الحرارية.  .

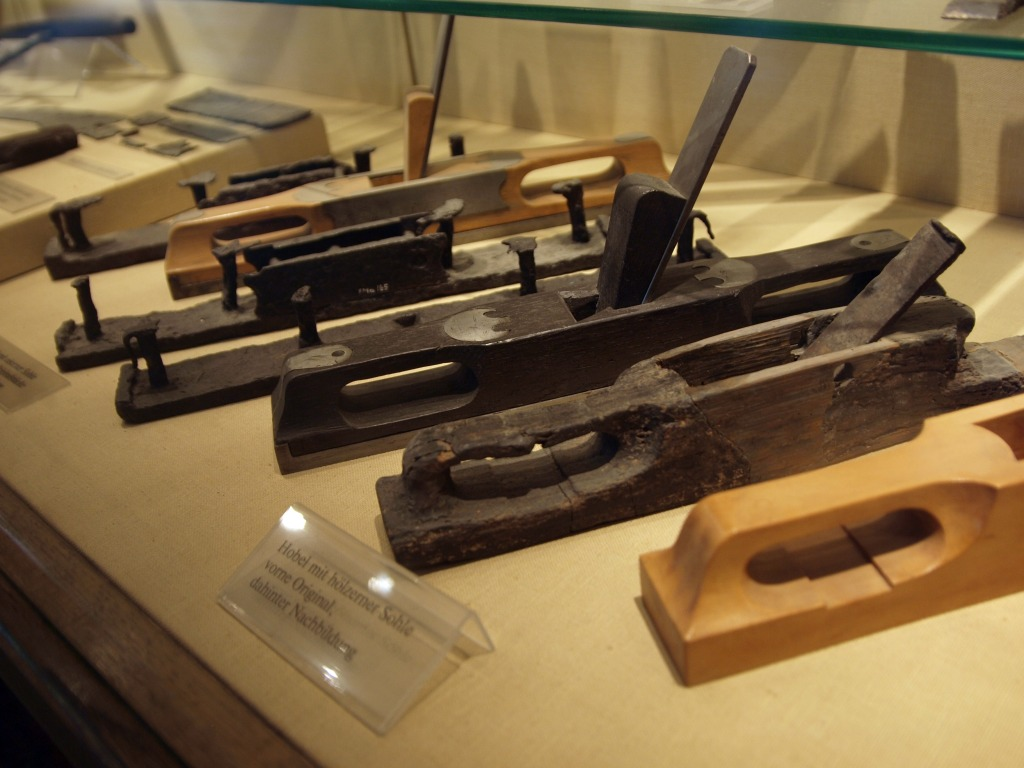
تم تطوير الطائرة اليدوية في العصر الحديدي وكان معروفًا أن الرومان يستخدمونها. تم العثور على هذه الطائرات الرومانية في ألمانيا ويعود تاريخها إلى القرن الأول إلى القرن الثالث الميلادي

استبدل الرومان البرونز بالخشب في الجمالون (دعامات) سقف رواق البانثيون الذي تم تكليفه بين 27 قبل الميلاد و 14 بعد الميلاد. كانت الدعامات البرونزية فريدة من نوعها، ولكن في عام 1625، استبدل البابا أوربان الثامن الدعامات بالخشب وصهر البرونز لاستخدامات أخرى. صنع الرومان أيضًا قرميدًا من البرونز للسقف.
تم استخدام الرصاص في مواد تغطية الأسقف وإمدادات المياه وأنابيب الصرف. الاسم اللاتيني للرصاص هو (plumbum) وبالتالي السباكة . استخدم الرومان أيضًا الزجاج في البناء بالزجاج الملون في الفسيفساء والزجاج الشفاف للنوافذ. أصبح الزجاج شائع الاستخدام إلى حد ما في نوافذ المباني العامة. تدفئة مركزية على شكل نفق، أرضية مرتفعة يتم تسخينها بواسطة عادم حطب أو نار الفحم.

#### تنظيم العمل
كان لدى الرومان نقابات تجارية. تم تنفيذ معظم البناء من قبل العبيد أو الرجال الأحرار. أدى استخدام السخرة بلا شك إلى خفض التكاليف وكان أحد أسباب حجم بعض الهياكل. ركز الرومان بشكل كبير على بناء مبانيهم بسرعة كبيرة، عادة في غضون عامين. بالنسبة للهياكل الكبيرة جدًا، كان السبيل الوحيد لتحقيق ذلك هو تطبيق أعداد كبيرة من العمال على المهمة.

#### تكنولوجيا
كان اختراع الساقية والمنشرة والقوس من قبل الرومان. بدأ الرومان أيضًا في استخدام الزجاج للأغراض المعمارية بعد حوالي 100 م واستخدموا الزجاج المزدوج كزجاج عازل. تضمنت الطرق الرومانية طرقًا ممزقة وطرقًا ممهدة، وأحيانًا يتم دعمها على أساسات وجسور. يقدم فيتروفيوس تفاصيل عن العديد من الآلات الرومانية. طور الرومان رافعات خشبية متطورة تسمح لهم برفع أوزان كبيرة إلى ارتفاعات كبيرة. يبدو أن الحد الأعلى للرفع كان حوالي 100 طن. يحتوي عمود تراجان في روما على بعض من أكبر الأحجار التي تم رفعها على الإطلاق في مبنى روماني، ولا يزال المهندسون غير متأكدين تمامًا من كيفية تحقيقه.
يمكن العثور على قائمة بأطول وأعلى وأعمق الهياكل الرومانية في قائمة السجلات المعمارية القديمة. امتدت براعة البناء الرومانية إلى الجسور والقنوات والمدرجات المغطاة. كانت أعمال الصرف الصحي وإمدادات المياه رائعة ولا تزال بعض الأنظمة تعمل حتى اليوم. الجانب الوحيد من البناء الروماني الذي لم يتبق منه سوى القليل جدًا من الأدلة هو شكل هياكل الأسقف الخشبية، والتي لا يبدو أن أيًا منها قد نجا من أي ضرر. من المحتمل أنه تم بناء دعامات السقف المثلثة، وهذه هي الطريقة الوحيدة التي يمكن تصورها لبناء الامتدادات الهائلة التي تم تحقيقها، أطولها يتجاوز 30 مترًا (انظر قائمة الأسقف اليونانية والرومانية القديمة).

### الصين

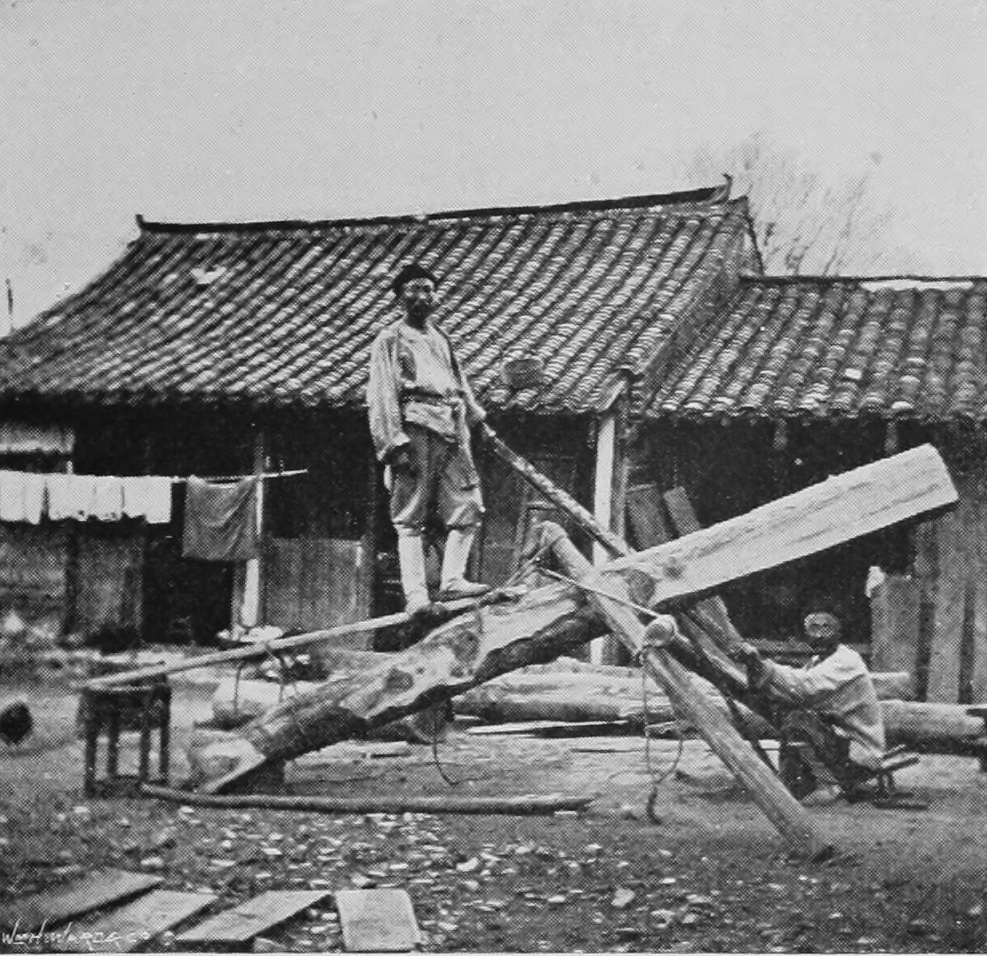
استخدم الشرق الأقصى طريقة مختلفة لنشر الأخشاب عن طريقة الغرب للنشر بالحفرة باستخدام حفرة المنشار : المفهوم هو نفسه ولكن كما هو موضح هنا، فإن جذوع الأشجار مائلة ولا يتم استخدام حفرة.

الصين هي منطقة موقد ثقافي في شرق آسيا، وقد تطورت العديد من أساليب وأساليب البناء في الشرق الأقصى من الصين. من الأمثلة الشهيرة على البناء الصيني سور الصين العظيم الذي بني بين القرنين السابع والثاني قبل الميلاد. تم بناء سور الصين العظيم بالأتربة المصقولة والحجارة والخشب، وفيما بعد تم بناء الطوب والبلاط بقذائف الهاون الكلسية. سدت البوابات الخشبية الممرات. تم العثور على أقدم الأمثلة الأثرية لمفاصل النتوء والنجارة من نوع لسان في الصين ويرجع تاريخها إلى حوالي 5000 قبل الميلاد.
يعد ينجزاو فاشي أقدم دليل تقني كامل عن الهندسة المعمارية الصينية. اتبع الصينيون قواعد الدولة لآلاف السنين، لذلك تم بناء العديد من المباني القديمة الباقية بالطرق والمواد التي لا تزال مستخدمة في القرن الحادي عشر. المعابد الصينية هي عادة إطارات خشبية خشبية على قاعدة أرضية وحجرية. أقدم مبنى خشبي هو معبد نانشان (Wutai) الذي يرجع تاريخه إلى عام 782 بعد الميلاد. ومع ذلك، فإن بناة المعابد الصينية يعيدون بناء المعابد الخشبية بانتظام، لذا فإن بعض أجزاء هذه المباني القديمة من أعمار مختلفة. لا تستخدم إطارات الأخشاب الصينية التقليدية دعامات ولكنها تعتمد فقط على بناء العتبة والعتبة. عنصر معماري مهم هو مجموعات قوس دوغونغ يعد سانجوي بجودا ‏ أقدم معبد من الطوب يرجع تاريخه إلى عام 523 بعد الميلاد. تم بناؤه بالطوب الأصفر المشوي في ملاط من الطين، مع اثني عشر جانبًا وخمسة عشر طابقًا من الأسطح. جسر أنجي هو أقدم جسر مقوس حجري مفتوح الشكل في العالم تم بناؤه في 595-605 م. تم بناء الجسر بحجر رملي متصل بمفاصل حديدية.
تم بناء معظم أقسام سور الصين العظيم (التي تم ترميمها) التي نراها اليوم بالطوب وقطع الكتل / الألواح الحجرية. في حالة عدم توفر الطوب والكتل، تم استخدام التربة المدكوسة والأحجار غير المقطوعة والخشب وحتى القصب كمواد محلية. تم استخدام الخشب في الحصون وكمواد مساعدة. حيث لم تكن الأخشاب المحلية كافية، فقد تم توصيلها.

#### أقسام سور الصين العظيم
في المناطق الجبلية، قام العمال باستخراج الأحجار لبناء سور الصين العظيم. باستخدام الجبال نفسها كقاعدة، تم بناء الطبقة الخارجية من السور العظيم بكتل حجرية (وطوب)، ومليئة بالحجارة غير المصقولة وأي شيء آخر متاح (مثل الأرض والعمال المتوفين).

#### أقسام التربة في سور الصين العظيم
في السهول، استخدم عمال سور الصين العظيم التربة المحلية (الرمل، اللوس، إلخ) وصدموها في طبقات مدمجة. تم بناء قسم سور الصين العظيم في جيايوجوان في غرب الصين بشكل أساسي من تربة اللوس المغبرة، والتي يُزعم أنها «التربة الأكثر قابلية للتعرية على هذا الكوكب».

#### أقسام الرمل (والقصب / الصفصاف) سور الصين العظيم
الرمال لا تلتصق ببعضها البعض فكيف يبنى الجدار بالرمل؟ تم استخدام الرمل كمواد حشو بين طبقات القصب والصفصاف.
غرب الصين حول دونهوانغ صحراء. استخدم البناة المبتكرون هناك القصب والصفصاف الذي تم جلبه من الأنهار والواحات لبناء جدار قوي. ممر بوابة اليشم (يومنغوان) تم بناء جريت وول فورت بطبقات 20 سم من الرمل والقصب، بارتفاع 9 أمتار مثير للإعجاب.

#### أقسام بريك سور الصين العظيم
تم بناء سور الصين العظيم في عهد أسرة مينج بالطوب. لبناء جدار قوي بالطوب، استخدموا ملاط الجير. قام العمال ببناء مصانع الطوب والأسمنت بمواد محلية بالقرب من الجدار.

## العصور الوسطى
تمتد العصور الوسطى في أوروبا من القرن الخامس إلى القرن الخامس عشر الميلادي من سقوط الإمبراطورية الرومانية الغربية إلى عصر النهضة وتنقسم إلى فترات ما قبل الرومانسيك والرومانسيك.

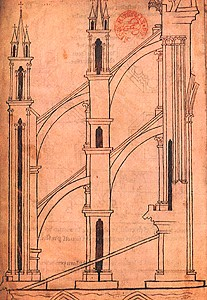
رسم فيلارد دي هونيكورت دعامة طائرة في ريمس، كاليفورنيا. 1320-1335 م (المكتبة الوطنية)

كانت التحصينات والقلاع والكاتدرائيات أعظم مشاريع البناء. بدأت العصور الوسطى مع نهاية العصر الروماني وفُقدت العديد من تقنيات البناء الرومانية. لكن يبدو أن بعض التقنيات الرومانية، بما في ذلك استخدام الحزم الحلقية الحديدية، قد تم استخدامها في كنيسة بالاتين في آخن، ج. 800 بعد الميلاد، حيث يُعتقد أن بناة من مملكة لانجوبارد في شمال إيطاليا ساهموا في العمل. بدأ إحياء المباني الحجرية في القرن التاسع وأسلوب العمارة الرومانسكي في أواخر القرن الحادي عشر. وتجدر الإشارة أيضًا إلى الكنائس الرصينة في الدول الاسكندنافية.

### مواد

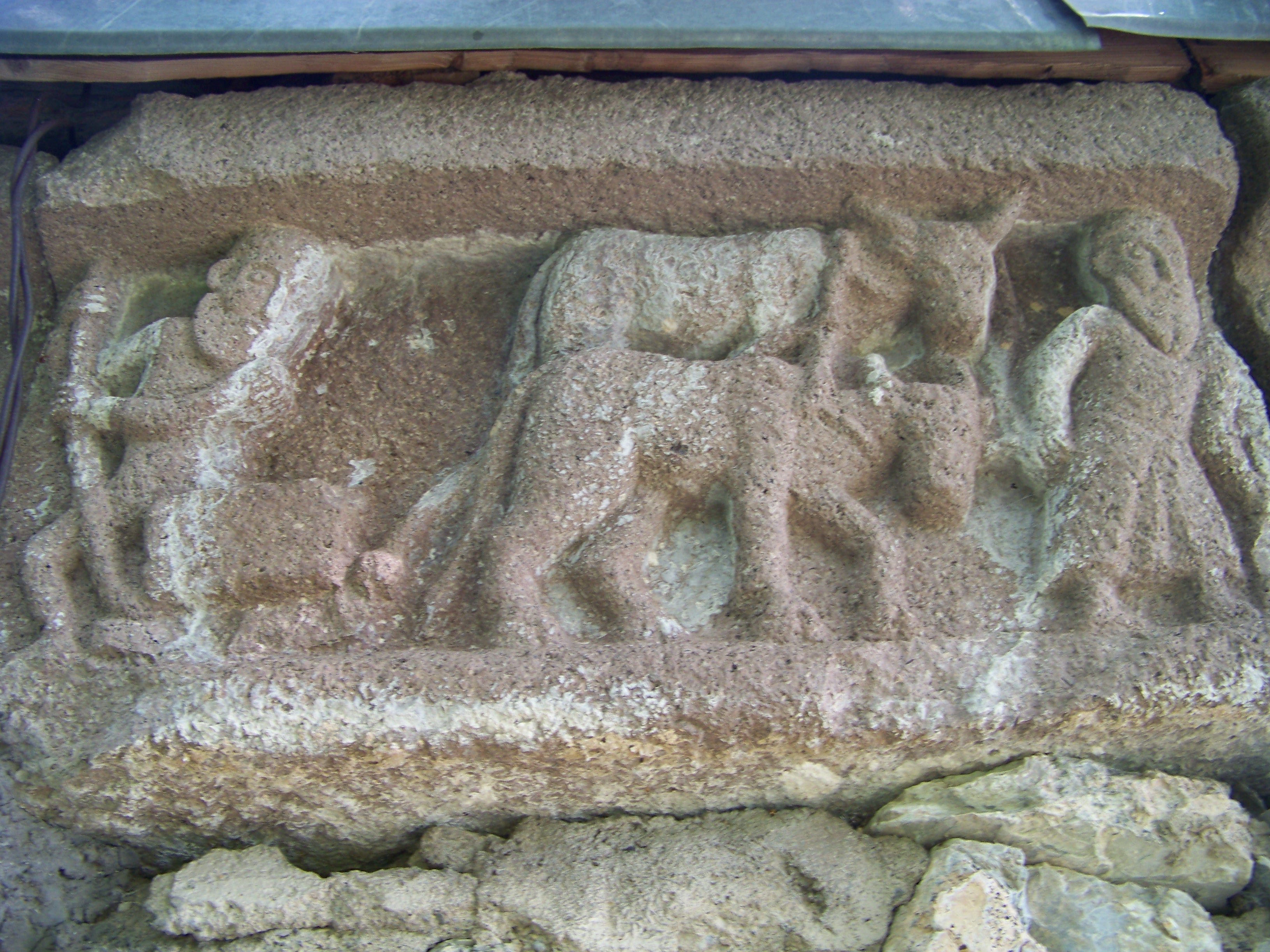
عمال ينقلون حجرا كبيرا على زلاجة يجرها ثور لبناء كنيسة. تمثال من كنيسة كوروغو في القرن العاشر في جورجيا.

تم تشييد معظم المباني في شمال أوروبا من الأخشاب حتى ج. 1000 م. في جنوب أوروبا، ظل اللبن هو السائد. استمر تصنيع الطوب في إيطاليا طوال الفترة 600-1000 بعد الميلاد، ولكن في أماكن أخرى اختفت صناعة الطوب إلى حد كبير ومعها اختفت طرق حرق البلاط. كانت الأسقف من القش. كانت المنازل صغيرة وتتجمع حول قاعة مشتركة كبيرة. انتشار الرهبنة تقنيات بناء أكثر تطورا. ربما كان السيسترسيون مسؤولين عن إعادة صناعة الطوب إلى المنطقة  من هولندا، عبر الدنمارك وألمانيا الشمالية إلى بولندا مما أدى إلى باكستينجوتيك. ظل الطوب هو المادة الأكثر شهرة في هذه المناطق طوال الفترة.  أماكن أخرى كانت المباني عادة من الأخشاب أو حيث يمكن توفيرها من الحجر. شيدت الجدران الحجرية في العصور الوسطى باستخدام كتل مقطوعة على السطح الخارجي للجدران وحشو الأنقاض، بمدافع الهاون الجيرية الضعيفة. كانت خصائص التقسية الضعيفة لقذائف الهاون هذه مشكلة مستمرة، ولا يزال تسوية حشو الأنقاض للجدران والأرصفة الرومانية والقوطية سببًا رئيسيًا للقلق.

### تصميم
لم تكن هناك كتب مدرسية معيارية حول البناء في العصور الوسطى. نقل الحرفيون الرئيسيون معارفهم من خلال التلمذة الصناعية ومن الأب إلى الابن. كانت الأسرار التجارية تخضع لحراسة مشددة، لأنها كانت مصدر رزق الحرفي. الرسومات تبقى فقط من الفترة اللاحقة. كانت المخطوطات باهظة الثمن بحيث لا يمكن استخدامها بشكل شائع ولم يظهر الورق حتى نهاية الفترة. تم استخدام النماذج لتصميم الهياكل ويمكن بناؤها على نطاقات كبيرة. تم تصميم التفاصيل في الغالب بالحجم الكامل على أرضيات التتبع، والتي نجا بعضها.

### العمل
بشكل عام، تم بناء مباني القرون الوسطى من قبل العمال بأجر. العمل غير الماهر كان يتم بواسطة عمال بأجر يومي. خدم الحرفيون المهرة التلمذة الصناعية أو تعلموا مهنتهم من آبائهم. ليس من الواضح عدد النساء اللائي كن أعضاء في نقابة تحتكر تجارة معينة في منطقة محددة (عادة داخل أسوار المدينة). كانت المدن بشكل عام صغيرة جدًا وفقًا للمعايير الحديثة وتهيمن عليها مساكن عدد قليل من النبلاء أو التجار الأغنياء والكاتدرائيات والكنائس.

### التقنيات

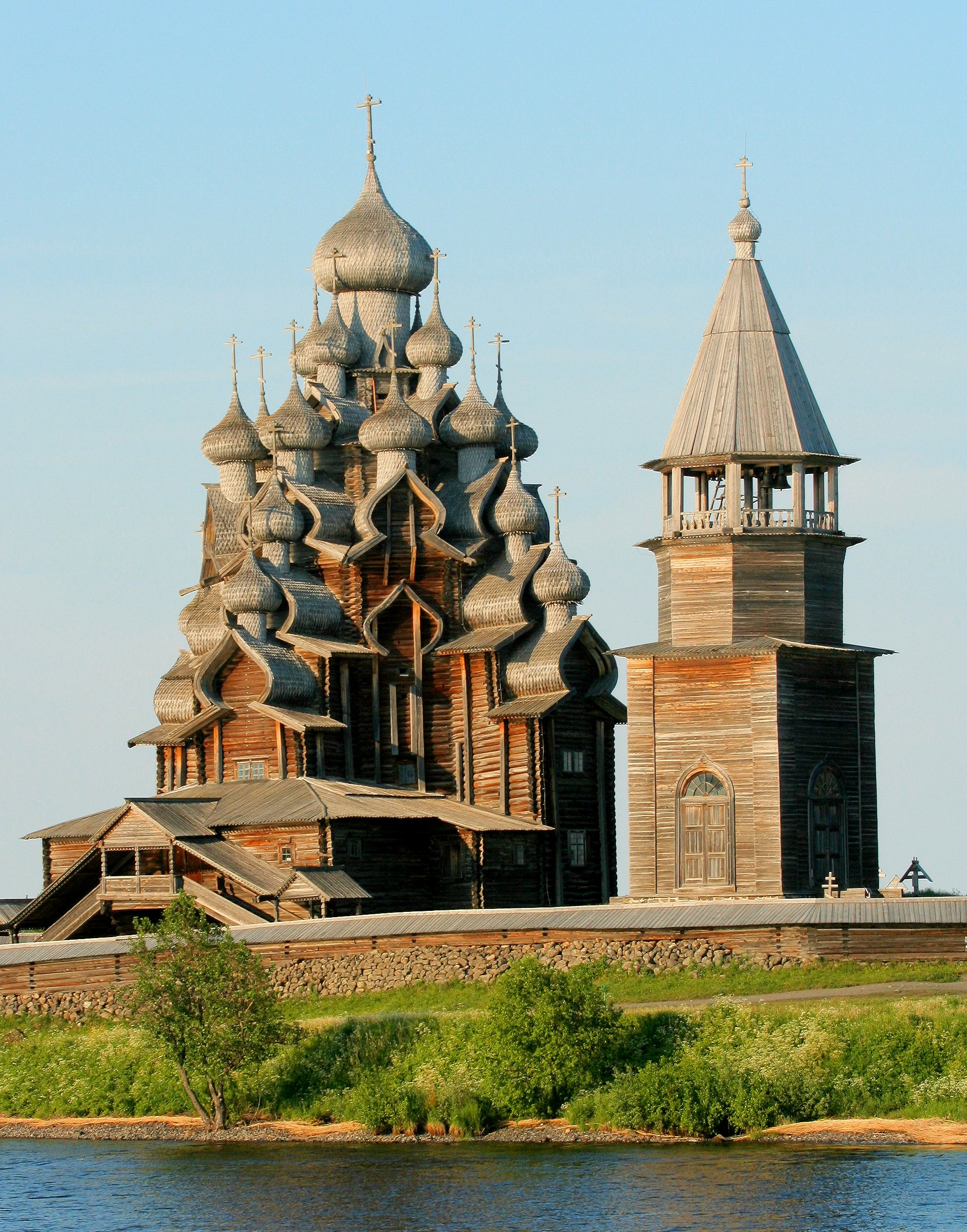
الكنيسة في كيجي، روسيا مدرجة كموقع للتراث العالمي لليونسكو كمبنى مشيد بالكامل من الخشب، في تقنية بناء السجل

المباني الرومانية من الفترة 600-1100 م  كانت مسقوفة بالكامل من الخشب أو كانت مغطاة بأقبية حجرية أسطوانية بأسقف خشبية. تم تطوير الطراز القوطي للهندسة المعمارية بأقبية ودعامات طائرة وأقواس قوطية مدببة في القرن الثاني عشر، وفي القرون التي تلت ذلك تم تحقيق المزيد من الأعمال المذهلة للجرأة الإنشائية في الحجر. شيدت أقبية حجرية رقيقة ومباني شاهقة باستخدام قواعد مستمدة من التجربة والخطأ. كانت حالات الفشل متكررة، لا سيما في المناطق الصعبة مثل عبور الأبراج.
تم اختراع سائق الركيزة حوالي عام 1500.

### إنجازات
كان حجم التحصينات وبناء القلعة في العصور الوسطى رائعًا، لكن المباني البارزة في تلك الفترة كانت الكاتدرائيات القوطية ذات الأقبية الحجرية الرقيقة والجدران الزجاجية. ومن الأمثلة البارزة: كاتدرائية بوفيه، وكاتدرائية شارتر، وكنجز كوليدج تشابل ونوتردام، باريس.

## عصر النهضة
عصر النهضة في إيطاليا واختراع النوع المتحرك والإصلاح غيرت طبيعة البناء. كان لإعادة اكتشاف فيتروفيوس تأثير قوي. خلال العصور الوسطى، تم تصميم المباني من قبل الأشخاص الذين قاموا ببنائها. تعلم البناؤون والنجارون الرئيسيون حرفهم عن طريق الكلام الشفهي واعتمدوا على الخبرة والنماذج والقواعد العامة لتحديد أحجام عناصر البناء. ومع ذلك، يصف فيتروفيوس بالتفصيل تعليم المهندس المعماري المثالي الذي، كما قال، يجب أن يكون ماهرًا في جميع الفنون والعلوم. كان فيليبو برونليسكي من أوائل المهندسين المعماريين في الطراز الجديد. بدأ حياته كصائغ ذهب وثقف نفسه في العمارة الرومانية من خلال دراسة الآثار. واصل هندسة قبة سانتا ماريا ديل فيوري في فلورنسا.

### مواد
كانت الاختراقات الرئيسية في هذه الفترة تتعلق بتقنية التحويل. تم استخدام طواحين المياه في معظم أوروبا الغربية لنشر الأخشاب وتحويل الأشجار إلى ألواح. تم استخدام الطوب بكميات متزايدة باستمرار. في إيطاليا، تم تنظيم صانعي الطوب في نقابات على الرغم من أن الأفران كانت في الغالب في المناطق الريفية بسبب خطر نشوب حريق وسهولة توافر الحطب والأرضيات. كان صانعو الطوب يتقاضون رواتبهم عادةً من الطوب، مما منحهم حافزًا لجعلهم أصغر من اللازم. ونتيجة لذلك، تم وضع تشريعات تنظم الحد الأدنى من الأحجام واحتفظت كل مدينة بالتدابير التي يجب مقارنة الطوب بها. تم استخدام كمية متزايدة من أعمال الحديد في نجارة الأسطح للأشرطة وأعضاء الشد. تم تثبيت الحديد باستخدام براغي أمامية. يمكن صنع البرغي الملولب (والصامولة) وتوجد في صناعة الساعات في هذه الفترة، لكنها كانت كثيفة العمالة وبالتالي لم تستخدم في الهياكل الكبيرة. كان التسقيف عادةً من بلاط السقف المصنوع من الطين. في إيطاليا اتبعوا السوابق الرومانية. في شمال أوروبا تم استخدام البلاط العادي. ظل الحجر، حيثما كان متاحًا، المادة المفضلة للمباني الفخمة.

### تصميم
أدى إحياء فكرة المهندس المعماري في عصر النهضة إلى تغيير جذري في طبيعة تصميم المبنى. أعاد عصر النهضة تقديم النمط الكلاسيكي للهندسة المعمارية. رفعت أطروحة ليون باتيستا ألبيرتي حول الهندسة المعمارية الموضوع إلى مستوى جديد، حيث حددت الهندسة المعمارية كشيء يستحق الدراسة من قبل الأرستقراطية. في السابق كان يُنظر إليه على أنه مجرد فن تقني، يناسب الحرفيين فقط. التغيير الناتج في حالة العمارة والأهم من ذلك هو المهندس المعماري هو المفتاح لفهم التغييرات في عملية التصميم. غالبًا ما كان المهندس المعماري لعصر النهضة فنانًا (رسامًا أو نحاتًا) لديه القليل من المعرفة بتكنولوجيا البناء ولكن لديه فهم عميق لقواعد التصميم الكلاسيكي. وبالتالي، كان على المهندس المعماري تقديم رسومات مفصلة للحرفيين تحدد كيفية التصرف في الأجزاء المختلفة. كان هذا ما يسمى بعملية التصميم، من الكلمة الإيطالية للرسم. من حين لآخر، يتورط المهندس المعماري في مشاكل فنية صعبة بشكل خاص، لكن الجانب الفني للهندسة المعمارية كان متروكًا بشكل أساسي للحرفيين. كان لهذا التغيير في طريقة تصميم المباني اختلاف جوهري في طريقة التعامل مع المشكلات. حيث كان الحرفيون في العصور الوسطى يميلون إلى التعامل مع مشكلة مع وضع حل تقني في الاعتبار، بدأ مهندسو عصر النهضة بفكرة عن شكل المنتج النهائي ثم بحثوا عن طريقة لجعله يعمل. أدى ذلك إلى قفزات غير عادية إلى الأمام في الهندسة.

### العمل
وصلة=|تصغير

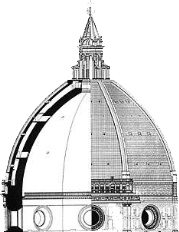
هيكل قبة كاتدرائية فلورنسا، يظهر هيكل الجلد المزدوج

برج بابل بيتر بروغل الأكبر، يوضح تقنيات البناء في القرن السادس عشر

كان العمل في عصر النهضة هو نفسه إلى حد كبير كما في العصور الوسطى: تم بناء المباني من قبل العمال بأجر. العمل غير الماهر كان يتم بواسطة عمال بأجر يومي. خدم الحرفيون المهرة التلمذة الصناعية أو تعلموا مهنتهم من آبائهم. تم تنظيم الحرفيين في نقابات قدمت شكلاً محدودًا من تنظيم البناء في مقابل احتكار أعضاء النقابة لتجارة معينة في منطقة محددة (عادةً داخل أسوار المدينة). كانت المدن بشكل عام صغيرة جدًا وفقًا للمعايير الحديثة وتهيمن عليها مساكن عدد قليل من النبلاء الأغنياء أو التجار والكاتدرائيات والكنائس.

### التطورات التقنية
خلقت الرغبة في العودة إلى العمارة الكلاسيكية مشاكل لمباني عصر النهضة. لم يستخدم البناة الخرسانة وبالتالي كان لابد من تكرار الأقبية والقباب المماثلة في الطوب أو الحجر. كانت أعظم الإنجازات التقنية بلا شك في هذه المجالات. كان أول إنجاز كبير هو مشروع برونليسكي لقبة سانتا ماريا ديل فيوري. نجح برونليسكي في ابتكار طريقة لبناء قبة ضخمة بدون صب الخرسانة، بالاعتماد بدلاً من ذلك على وزن الطوب والطريقة التي تم وضعها بها لإبقائها في مكانها وشكل القبة لإبقائها ثابتة. لا تزال الطريقة الدقيقة التي تم بها بناء القبة موضع نقاش اليوم حيث لا يمكن تفكيك القبة لدراسة بنائها دون تدميرها. القبة عبارة عن جلد مزدوج، تربطه ضلوع، مع سلسلة من السلاسل الخشبية والحجرية حولها على فترات في محاولة للتعامل مع الضغوط الحلقية.
اكتملت قبة برونليسكي (حتى قاعدة الفانوس) عام 1446. سرعان ما تجاوز حجمه قبة القديس بطرس، التي بنيت باستخدام سقالات طائرة مدعومة على الأفاريز وشيدت باستخدام قوقعتين من الحجر.

## القرن السابع عشر
شهد القرن السابع عشر ولادة العلم الحديث الذي سيكون له آثار عميقة على تشييد المباني في القرون القادمة. كانت الاختراقات الرئيسية في نهاية القرن عندما بدأ المهندسون المعماريون في استخدام العلوم التجريبية لإبلاغ شكل مبانيهم. ومع ذلك، لم يتم تطوير النظرية الهندسية بشكل كافٍ حتى القرن الثامن عشر للسماح بحساب أحجام الأعضاء. اعتمدت هياكل القرن السابع عشر بشدة على الخبرة والقواعد الأساسية واستخدام نماذج المقياس.

### المواد والأدوات
كان الاختراق الرئيسي في هذه الفترة في صناعة الزجاج، حيث تم تطوير أول لوحة زجاجية مصبوبة في فرنسا. تم استخدام الحديد بشكل متزايد في الهياكل. استخدم كريستوفر رين الشماعات الحديدية لتعليق عوارض الأرضية في قصر هامبتون كورت، وقضبان حديدية لإصلاح كاتدرائية سالزبوري وتقوية قبة كاتدرائية القديس بولس. تحتوي معظم المباني على أسطح من الحجر الحجري تغطي قلب الأنقاض، ومثبتة مع ملاط الجير. أجريت التجارب بخلط الجير مع مواد أخرى لتوفير ملاط هيدروليكي، ولكن لا يوجد حتى الآن ما يعادل الخرسانة الرومانية. في إنجلترا وفرنسا والجمهورية الهولندية، تم استخدام الطوب المقطوع والمقاس لتوفير واجهات مفصلة ومزخرفة. تم تقديم الجمالون ذو السقف المثلث إلى إنجلترا واستخدمه إنيغو جونز وكريستوفر رن.
لقد أصبحت العديد من الأدوات قديمة بسبب التكنولوجيا الحديثة، لكن مقياس الخط والخط الراقي ومربع النجار ومستوى الروح وبوصلة الصياغة لا تزال قيد الاستخدام المنتظم.

### طرق
على الرغم من ولادة العلم التجريبي، إلا أن طرق البناء في هذه الفترة ظلت إلى حد كبير في العصور الوسطى. لا تزال تستخدم نفس أنواع الرافعات التي كانت تستخدم في القرون السابقة. تم استخدام السقالات الطائرة في كاتدرائية القديس بولس، إنجلترا وفي قبة سانت بيترز، روما، ولكن بخلاف ذلك تم الاحتفاظ بنفس أنواع السقالات الخشبية التي كانت مستخدمة قبل قرون. الرافعات والسقالات تعتمد على الأخشاب. سمحت أنظمة البكرات المعقدة برفع الأحمال الكبيرة نسبيًا، واستخدمت منحدرات طويلة لنقل الأحمال إلى الأجزاء العلوية من المباني.

## القرن الثامن عشر
شهد القرن الثامن عشر تطور العديد من الأفكار التي ولدت في أواخر القرن السابع عشر. أصبح المهندسون المعماريون والمهندسون أكثر احترافًا. أصبحت العلوم التجريبية والأساليب الرياضية أكثر تعقيدًا ووُظِّفت في المباني. في نفس الوقت، شهدت ولادة الثورة الصناعية زيادة في حجم المدن وزيادة في وتيرة وكمية البناء.

### مواد
كانت الاختراقات الرئيسية في هذه الفترة في استخدام الحديد (المصبوب والمطاوع على حد سواء). تم استخدام الأعمدة الحديدية في تصميمات مجلس العموم واستخدمت في العديد من الكنائس في أوائل القرن الثامن عشر في لندن، لكنها كانت تدعم المعارض فقط. في النصف الثاني من القرن الثامن عشر، سمح انخفاض تكاليف إنتاج الحديد ببناء قطع رئيسية من هندسة الحديد. يعد الجسر الحديدي في كولبروكديل (1779) مثالًا بارزًا بشكل خاص. تطلب بناء مطحنة واسعة النطاق مباني مقاومة للحريق وأصبح الحديد الزهر يستخدم بشكل متزايد للأعمدة والعوارض لحمل أقبية من الطوب للأرضيات. تباهى متحف اللوفر في باريس بنموذج مبكر لسقف من الحديد المطاوع. تم استخدام الفولاذ في صناعة الأدوات ولكن لم يكن من الممكن تصنيعه بكميات كافية لاستخدامه في البناء.
زاد إنتاج الطوب بشكل ملحوظ خلال هذه الفترة. تم بناء العديد من المباني في جميع أنحاء أوروبا من الطوب، لكنها غالبًا ما كانت مغطاة بطبقة من الجير، وفي بعض الأحيان كانت مزخرفة لتبدو مثل الحجر. إنتاج الطوب نفسه تغير قليلا. تم تشكيل الطوب يدويًا وحرقه في أفران لا تختلف عن تلك المستخدمة منذ قرون من قبل. تم استخدام الطين على شكل حجر كواد كحجر اصطناعي في المملكة المتحدة.

## القرن التاسع عشر: الثورة الصناعية
تجلت الثورة الصناعية في أنواع جديدة من منشآت النقل، مثل السكك الحديدية والقنوات وطرق المكاديم. هذه تتطلب مبالغ كبيرة من الاستثمار. تضمنت أجهزة البناء الجديدة المحركات البخارية والأدوات الآلية والمتفجرات والمسح الضوئي. تم دمج المحرك البخاري مع تقنيتين أخريين ازدهرتا في القرن التاسع عشر، المنشار الدائري وقطع المسامير بالآلة، مما أدى إلى استخدام إطارات البالون وتراجع الإطارات الخشبية التقليدية.
نظرًا لأن الصلب كان ينتج بكميات كبيرة منذ منتصف القرن التاسع عشر، فقد تم استخدامه في شكل عوارض I وخرسانة مسلحة. دخلت الألواح الزجاجية أيضًا في الإنتاج الضخم، وتغيرت من الرفاهية إلى ممتلكات كل رجل.
ظهرت السباكة، وأتاحت الوصول المشترك إلى مياه الشرب وتجميع مياه الصرف الصحي.
تم تطبيق قوانين البناء منذ القرن التاسع عشر، مع احترام خاص للسلامة من الحرائق.

## القرن العشرين
وصلة=|تصغير

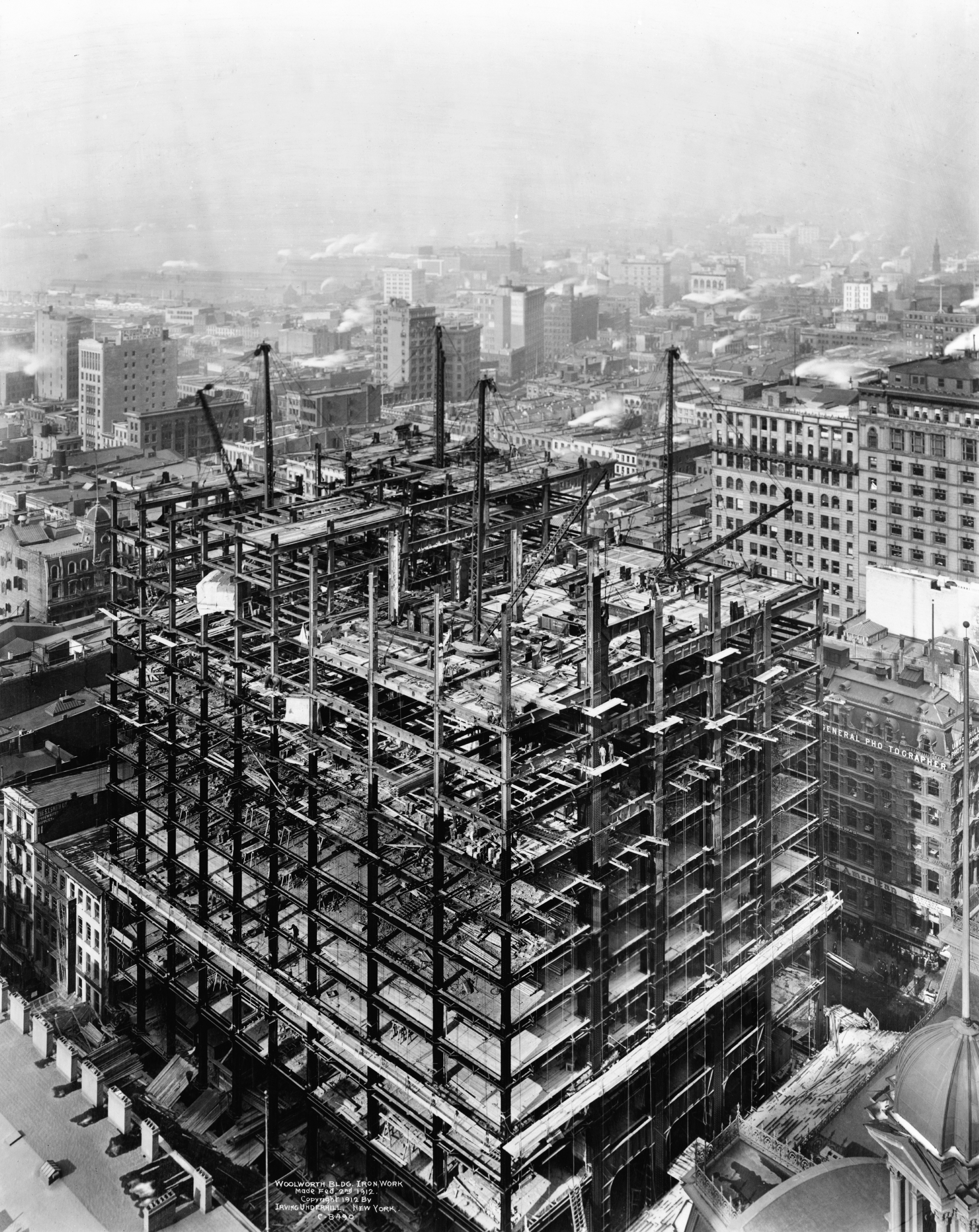
مبنى وولوورث قيد الإنشاء عام 1912

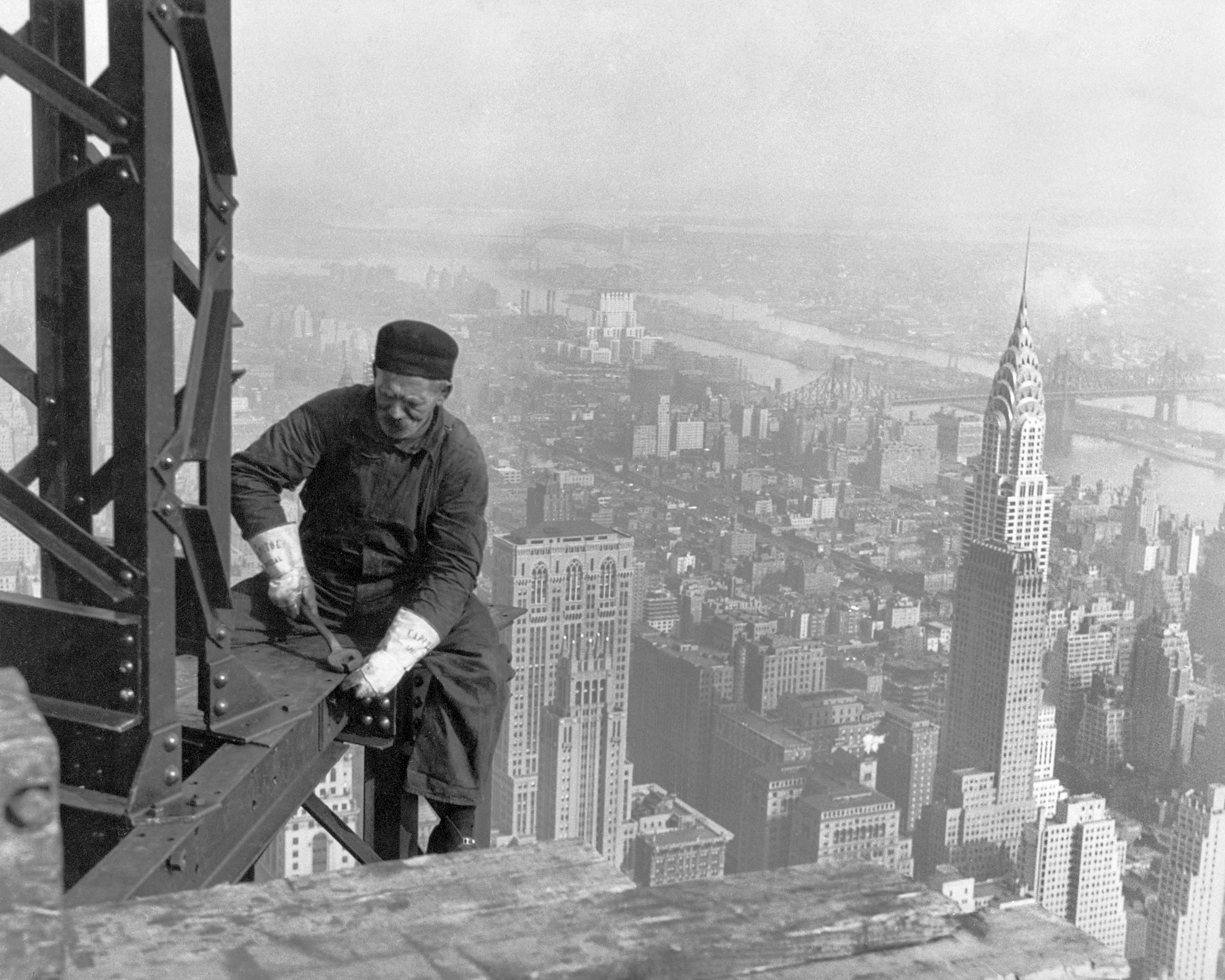
عامل بناء في مبنى إمباير ستيت. غالبًا ما كان يُشار إلى العمال مثل هذا الرجل على أنهم «عازمون قديمون» لأنه في تلك الحقبة الزمنية، كان معظم الرجال الذين يعملون في بناء الهياكل في منتصف العمر.

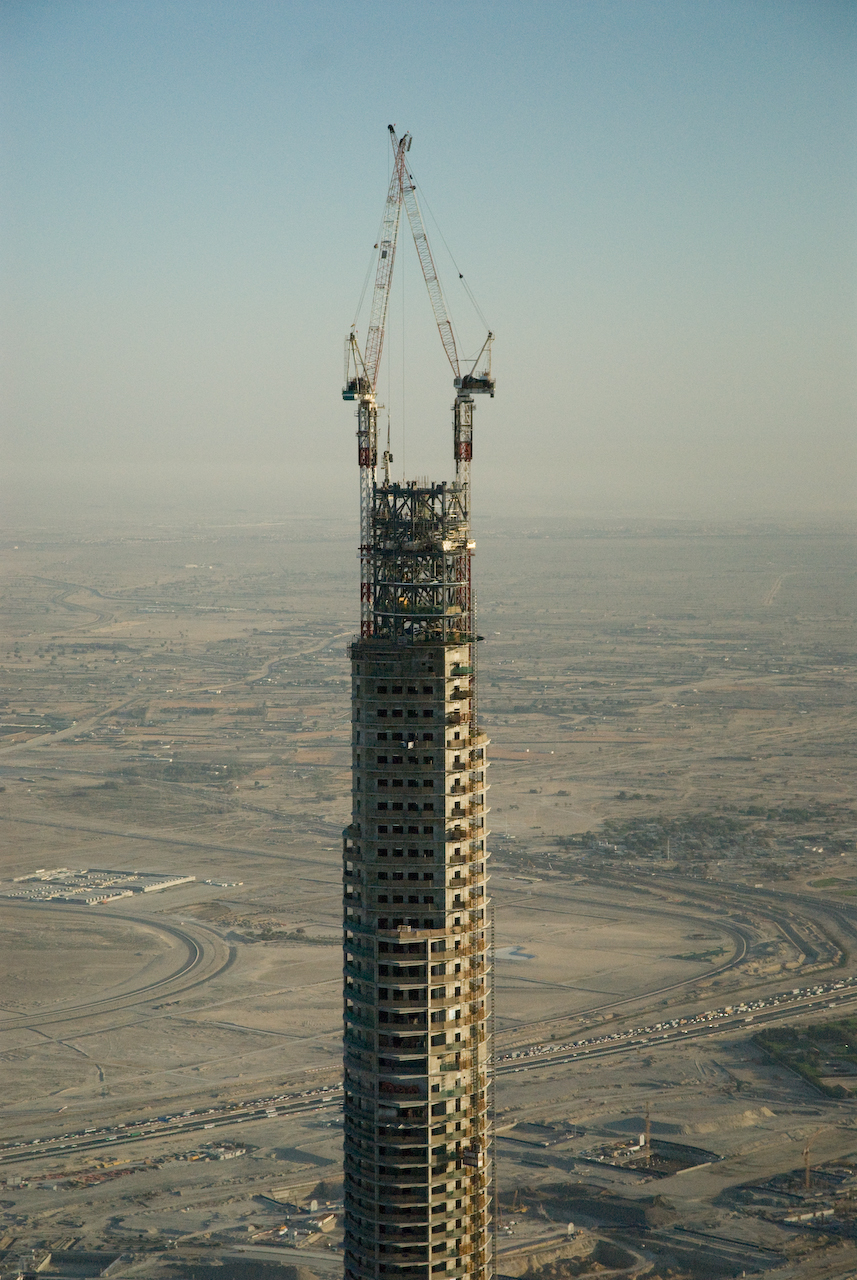
تم الانتهاء من برج خليفة، أطول مبنى في العالم، في عام 2010.

مع الثورة الصناعية الثانية في أوائل القرن العشرين، جعلت المصاعد والرافعات المباني الشاهقة وناطحات السحاب ممكنة، بينما قللت المعدات الثقيلة والأدوات الكهربائية من القوة العاملة المطلوبة. ومن التقنيات الجديدة الأخرى التصنيع المسبق والتصميم بمساعدة الكمبيوتر.
تم تشكيل نقابات العمال لحماية مصالح عمال البناء والسلامة والصحة المهنية . كما تم استخدام معدات الحماية الشخصية مثل القبعات الصلبة وغطاء الأذن، وأصبحت إلزامية في معظم المواقع.
منذ القرن العشرين، تم استخدام مشاريع البناء الحكومية كجزء من سياسات تحفيز الاقتصاد الكلي، خاصة خلال فترة الكساد الكبير (انظر الصفقة الجديدة). بالنسبة لاقتصاد الحجم، غالبًا ما يتم تخطيط وبناء الضواحي والبلدات والمدن بأكملها، بما في ذلك البنية التحتية، ضمن نفس المشروع (يسمى المشروع الضخم إذا تجاوزت التكلفة مليار دولار أمريكي)، مثل برازيليا في البرازيل، وبرنامج المليون في السويد.
بحلول نهاية القرن العشرين، أصبحت البيئة والحفاظ على الطاقة والتنمية المستدامة من القضايا الهامة للبناء.

## الانضباط الأكاديمي
لا يوجد نظام أكاديمي راسخ في تاريخ البناء، لكن عددًا متزايدًا من الباحثين والأكاديميين يعملون في هذا المجال، بما في ذلك المهندسين الإنشائيين وعلماء الآثار والمهندسين المعماريين ومؤرخو التكنولوجيا والمؤرخون المعماريون . على الرغم من أن هذا الموضوع قد تمت دراسته منذ عصر النهضة وكان هناك عدد من الدراسات المهمة في القرن التاسع عشر، إلا أنه أصبح إلى حد كبير بعيدًا عن الموضة في منتصف القرن العشرين. في السنوات الثلاثين الماضية، كانت هناك زيادة هائلة في الاهتمام بهذا المجال، وهو أمر حيوي للممارسة المتزايدة للحفاظ على المباني.

### الكتاب الأوائل
أقدم كتاب على قيد الحياة يشرح بالتفصيل تقنيات البناء التاريخي هو أطروحة المؤلف الروماني، فيتروفيوس، لكن نهجه لم يكن علميًا ولا منهجيًا. بعد ذلك بوقت طويل، في عصر النهضة، يذكر فاساري اهتمام فيليبو برونليسكي بالبحث عن تقنيات البناء الرومانية، على الرغم من أنه إذا كتب أي شيء عن هذا الموضوع فإنه لا ينجو. في القرن السابع عشر، تُظهر الرسوم التوضيحية لرسكوني لنسخته من أطروحة ليون باتيستا ألبيرتي بشكل صريح بناء الجدار الروماني، لكن معظم الاهتمام بالعصور القديمة كان في فهم أبعادها وتفاصيلها وكان المهندسون المعماريون في ذلك الوقت راضين عن البناء باستخدام التقنيات الحالية. في حين أن الدراسات الأثرية المبكرة والأعمال الطبوغرافية مثل نقوش جيوفاني باتيستا بيرانيزي تظهر البناء الروماني، إلا أنها لم تكن تحليلية بشكل صريح وكثير مما تظهره مكون.

### دراسات القرن التاسع عشر
في القرن التاسع عشر، قام المحاضرون بشكل متزايد بتوضيح محاضراتهم بصور لتقنيات البناء المستخدمة في الماضي وظهر هذا النوع من الصور بشكل متزايد في كتب البناء المدرسية، مثل رونديليت. ومع ذلك، فقد تم إحراز أكبر تقدم من قبل المهندسين المعماريين الإنجليز والفرنسيين (والألمان لاحقًا) الذين حاولوا فهم المباني القوطية وتسجيلها وتحليلها. من الأمثلة النموذجية لهذا النوع من الكتابة أعمال روبرت ويليس في إنجلترا، وفيوليت لو دوك في فرنسا وأونجويتر في ألمانيا. ومع ذلك، لم يكن أي من هؤلاء يسعى للإشارة إلى أن تاريخ البناء يمثل نهجًا جديدًا لموضوع التاريخ المعماري. ربما كان أغسطس تشويسي أول مؤلف حاول بجدية إجراء مثل هذه الدراسة.

### دراسات أوائل القرن العشرين
اقترح سانتياغو هيورتا أن الحداثة، بتركيزها على استخدام مواد جديدة، هي التي أنهت فجأة الاهتمام بتاريخ البناء الذي بدا أنه كان ينمو في العقود القليلة الماضية من القرن التاسع عشر والسنوات الأولى من القرن العشرين. مع ظهور الهياكل الخرسانية والفولاذية، لم يعد المهندسون المعماريون، الذين كانوا الجمهور الرئيسي لمثل هذه الدراسات، مهتمين بقدر اهتمامهم بفهم البناء التقليدي، الذي بدا فجأة زائدين عن الحاجة. وهكذا تم نشر القليل جدًا بين عامي 1920 و 1950. بدأ إحياء الاهتمام بعلم الآثار بدراسات البناء الروماني في الخمسينيات من القرن الماضي، ولكن لم يبدأ تاريخ البناء في الظهور كمجال مستقل إلا في الثمانينيات.

### أواخر القرن العشرين
بحلول نهاية القرن العشرين، أصبح البناء الفولاذي والخرساني بحد ذاته موضوع تحقيق تاريخي. تم تشكيل جمعية تاريخ البناء في المملكة المتحدة عام 1982. تصدر المجلة الأكاديمية الدولية الوحيدة المكرسة لهذا الموضوع سنويًا. عُقد المؤتمر الدولي الأول لتاريخ البناء في مدريد عام 2003. تبع ذلك المؤتمر الدولي الثاني في عام 2006  في كوينز كوليدج، كامبريدج، إنجلترا والمؤتمر الدولي الثالث الذي عقد في كوتبوس في عام 2009،  والمؤتمر الدولي الرابع الذي عقد في باريس في يوليو 2012 

## وصلات خارجية
- تاريخ الإنشاء على مشروع الدليل المفتوح.
- جمعية تاريخ البناء (الدولية) .
- جمعية تاريخ البناء (الولايات المتحدة الأمريكية) .
- الجمعية الإسبانية لتاريخ البناء (بالإسبانية) .
- I. المؤتمر الدولي حول تاريخ البناء: صفحة الكونغرس (الإنجليزية) بما في ذلك الإجراءات المجانية عبر الإنترنت .
- ثانيًا. المؤتمر الدولي حول تاريخ البناء: صفحة الكونغرس (الإنجليزية) بما في ذلك الإجراءات المجانية عبر الإنترنت.
- ثالثا. المؤتمر الدولي حول تاريخ البناء: صفحة الكونغرس (الإنجليزية) بما في ذلك الإجراءات المجانية عبر الإنترنت  والمراجعة  (الألمانية).
- رابعا. المؤتمر الدولي حول تاريخ البناء: المزمع عقده في باريس عام 2012  نسخة محفوظة 8 مايو 2021 على موقع واي باك مشين..